# Liste der Kulturdenkmale in Schwäbisch Hall

Wappen von Schwäbisch Hall

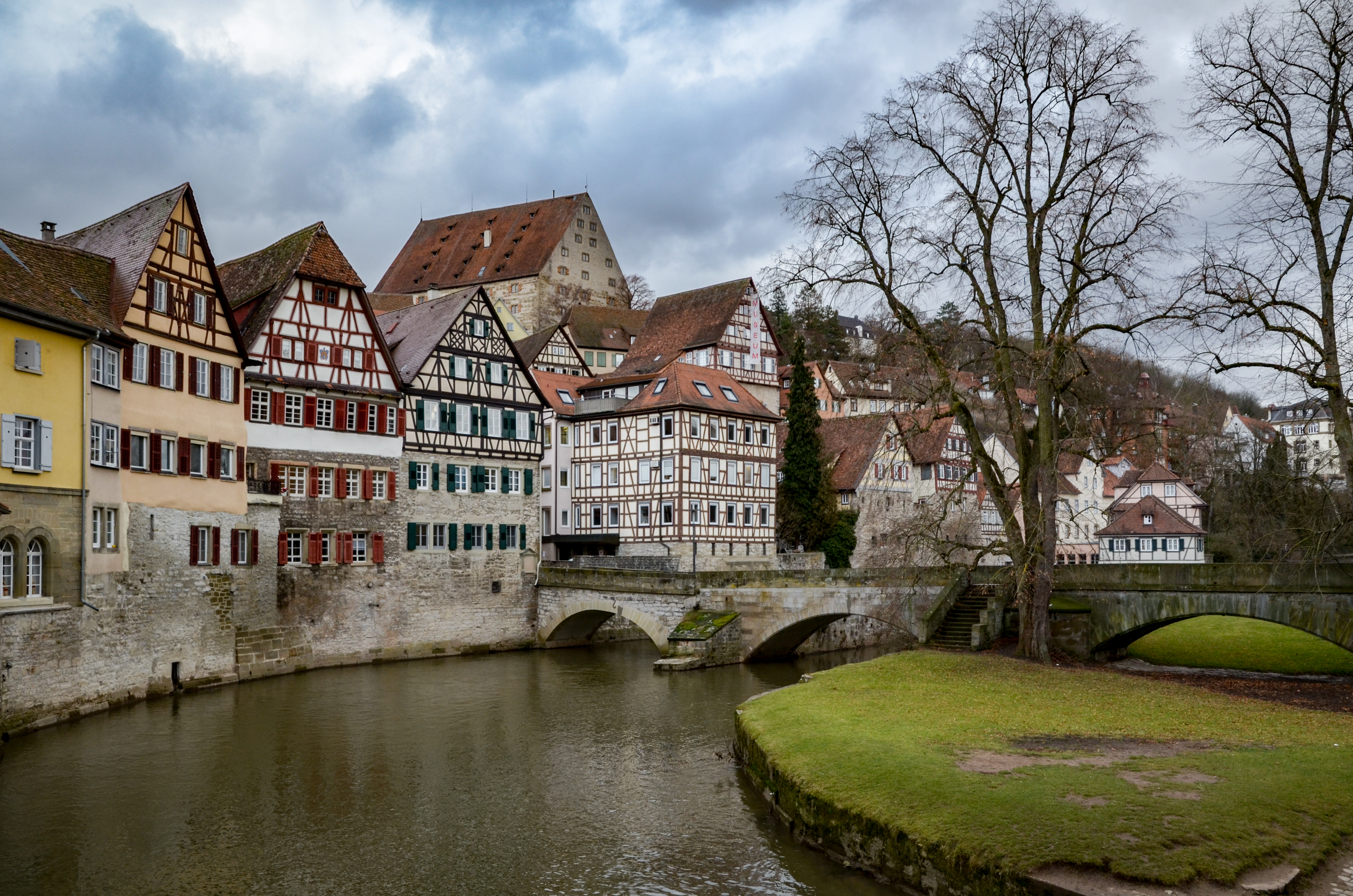
Südwestliche Altstadt, Ansicht vom Sulfersteg 2011

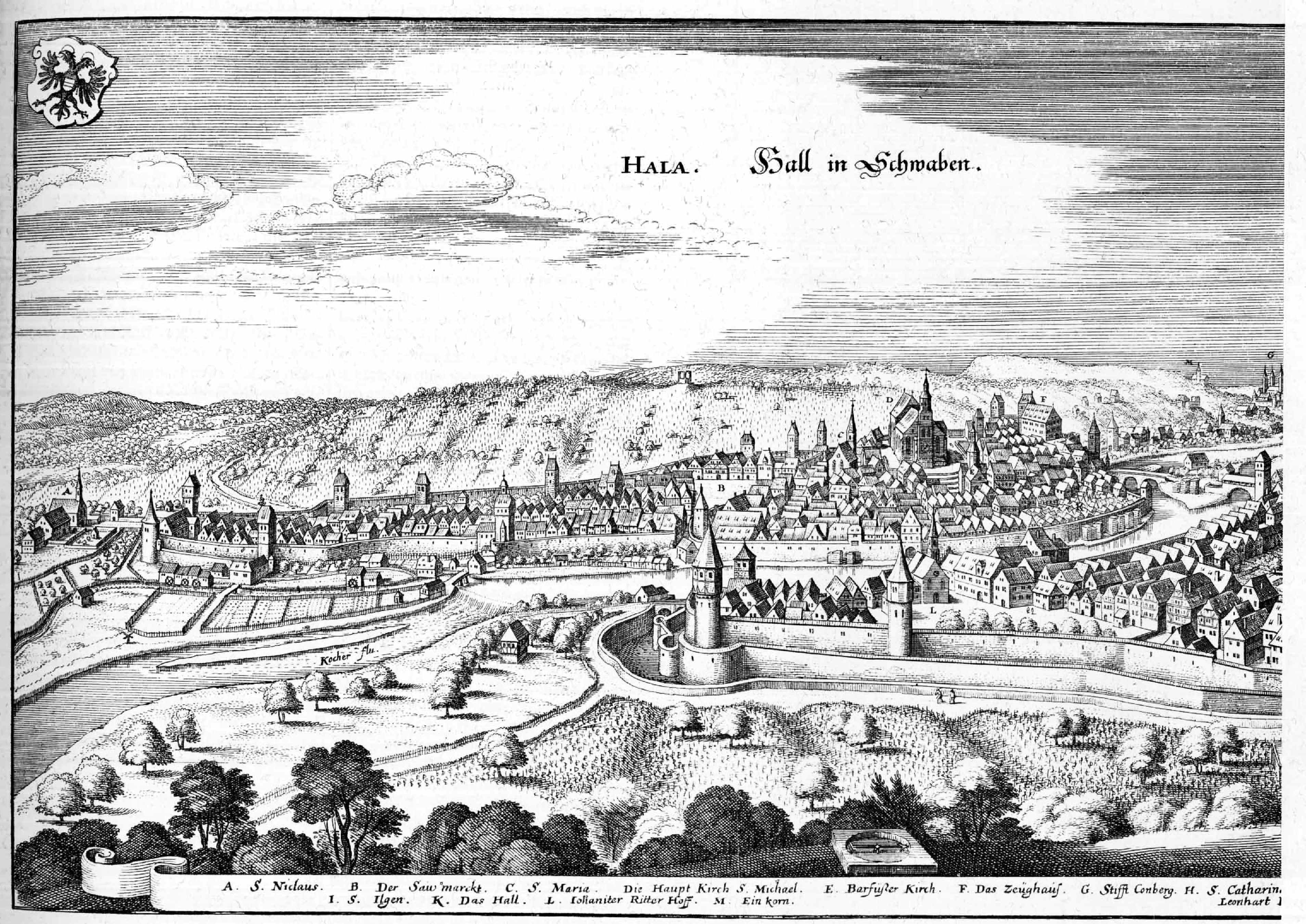
Historische Ansicht Halls, Matthäus Merian, 1643

In der Liste der Kulturdenkmale in Schwäbisch Hall sind Bau- und Kunstdenkmale der Stadt Schwäbisch Hall verzeichnet, die im „Verzeichnis der unbeweglichen Bau- und Kunstdenkmale und der zu prüfenden Objekte“ des Landesamts für Denkmalpflege Baden-Württemberg verzeichnet sind. Dieses Verzeichnis ist nicht öffentlich und kann nur bei „berechtigtem Interesse“ eingesehen werden. Die folgende Liste ist daher nicht vollständig und beruht auf den Angaben des Haller Häuserlexikons.

## Bibersfeld
| Bild | Bezeichnung | Lage                               | Datierung | Beschreibung | ID |
| ---- | ----------- | ---------------------------------- | --------- | ------------ | -- |
|      | Schule      | Bibersfeld, Hardtstraße 36 (Karte) |           | [ 2 ]        | BW |

## Gailenkirchen
| Bild | Bezeichnung | Lage                                          | Datierung | Beschreibung | ID |
| ---- | ----------- | --------------------------------------------- | --------- | ------------ | -- |
|      | Alte Schule | Gailenkirchen, Waldenburger Straße 28 (Karte) |           | [ 2 ]        | BW |

## Hessental
| Bild | Bezeichnung      | Lage                            | Datierung | Beschreibung | ID |
| ---- | ---------------- | ------------------------------- | --------- | ------------ | -- |
|      | Alte Grundschule | Hessental, Wirtsgasse 6 (Karte) |           | [ 2 ]        |    |

## Kernstadt Schwäbisch Hall

### Sachgesamtheit Stadtbefestigung
Die Stadtbefestigung mit Stadtmauer, Stadtmauerresten, ehemaliger Zwingermauer, Toren und Türmen ist nach § 2 denkmalgeschützt.
Hierzu gehören
- die Stadtbefestigung der Kernstadt, wohl um 1156 bis ca. 1250

| Bild           | Bezeichnung                         | Lage                          | Datierung       | Beschreibung | ID |
| -------------- | ----------------------------------- | ----------------------------- | --------------- | --- | -- |
| Weitere Bilder | Crailsheimer oder Langenfelder Tor  | Crailsheimer Straße 4 (Karte) | 1550            | Torturm der Stadtbefestigung, 1550, mit Torhaus Geschützt nach § 28 DSchG                                                                                     |    |
| Weitere Bilder | Mauerturm, sogenannter Klingenturm  | Am Säumarkt 1 (Karte)         | 1735            | mittelalterlicher Turm der Stadtbefestigung, Fachwerkaufsatz mit Mansarddach, bezeichnet mit 1735 Geschützt nach § 28 DSchG                                   |    |
| Weitere Bilder | Mauerturm, sogenannter Malefizturm  | Am Säumarkt 9 (Karte)         | 12. Jahrhundert | Stadtmauerturm, 12. Jahrhundert Geschützt nach § 28 DSchG |    |
| Weitere Bilder | Mauerturm, sogenannter Säumarktturm | Am Säumarkt 11 (Karte)        | 12. Jahrhundert | Stadtmauerturm, 12. Jahrhundert, Mansarddach, um 1600 (Fachwerkaufsatz unteres Stockwerk 18./19. Jahrhundert, 2. Stockwerk um 1935) Geschützt nach § 28 DSchG |    |
| Weitere Bilder | Hezennestturm                       | Am Schuppach 9 (Karte)        |                 | Ruine eines Befestigungsturms Geschützt nach § 28 DSchG |    |
| Weitere Bilder | Sulferturm und Sulfersteg           | Im Haal 1 (Karte)             |                 | Geschützt nach § 28 DSchG |    |
| Weitere Bilder | Folterturm oder Neuer Turm          | Rosenbühl 15 (Karte)          | 13. Jahrhundert | Befestigungsturm, 13. Jahrhundert Geschützt nach § 28 DSchG                                                                                                   |    |
| Weitere Bilder | Diebsturm                           | Salinenstraße 2 (Karte)       | um 1300         | Turm der Stadtbefestigung, um 1300, an ehemaligem Marstall und Rüstkammer Geschützt nach § 28 DSchG                                                           |    |
| Weitere Bilder | Limpurger Tor                       | Schiedgraben (Karte)          |                 | Fundamentreste |    |
| Weitere Bilder | Mauerturm                           | Schiedgraben (Karte)          |                 | |    |
| Weitere Bilder | Turm der Stadtbefestigung           | Vor dem Kelkertor 1 (Karte)   | 16. Jahrhundert | 16. Jahrhundert, Fachwerkaufsatz 1816 Geschützt nach § 28 DSchG                                                                                               |    |
| Weitere Bilder | Pechnasenturm                       | Zwinger 8 (Karte)             |                 | |    |

- die Stadtbefestigung der Gelbinger Vorstadt, 1. Hälfte 14. Jahrhundert

| Bild           | Bezeichnung               | Lage                           | Datierung       | Beschreibung | ID |
| -------------- | ------------------------- | ------------------------------ | --------------- | --- | -- |
| Weitere Bilder | Ehemaliges Mühlenbollwerk | Am Mühlenbollwerk 10 (Karte)   | 16. Jahrhundert | 16. Jahrhundert, im 18. Jahrhundert aufgestockt Geschützt nach § 28 DSchG                                                 |    |
|                | Turmstumpf                | Blendstatt 6                   |                 | Geschützt nach § 28 DSchG                                                                                                 |    |
|                | Turmstumpf                | Blendstatt 34                  |                 | Geschützt nach § 28 DSchG                                                                                                 |    |
| Weitere Bilder | Josenturm                 | Gelbinger Gasse 37, 39 (Karte) | 12. Jahrhundert | 12. Jahrhundert, Fachwerkaufsatz 1668 und ehemalige Josenkapelle, 12., 16. Jahrhundert und 1686 Geschützt nach § 28 DSchG |    |
| Weitere Bilder | Winzerturm                | Gelbinger Gasse 103/1 (Karte)  | 1515            | Stadtmauerturm, 1515 Geschützt nach § 28 DSchG                                                                            |    |

- die Stadtbefestigung der Katharinenvorstadt, um 1330/1340

| Bild           | Bezeichnung               | Lage                    | Datierung               | Beschreibung | ID |
| -------------- | ------------------------- | ----------------------- | ----------------------- | --- | -- |
| Weitere Bilder | Roter Steg mit Torturm    | Bahnhofstraße 1 (Karte) |                         | Geschützt nach § 28 DSchG |    |
| Weitere Bilder | Weilertor                 | Im Weiler 18 (Karte)    | 14. und 16. Jahrhundert | Torturm der Stadtbefestigung, 14. und 16. Jahrhundert Geschützt nach § 28 DSchG |    |
|                | Ehemaliger Wehrgang       | Im Weiler 38 (Karte)    | um 1580                 | Mit Eckquaderung (Wappenschild und Jahreszahl) im Dachgeschoss eines dreigeschossigen, verputzten Wohnhauses an der mittelalterlichen Stadtmauer, im Kern um 1580 Geschützt nach § 2 DSchG |    |
| Weitere Bilder | Henkersturm               | Im Weiler 42 (Karte)    | 14. Jahrhundert         | Runder Stadtmauerturm, 14. Jahrhundert Geschützt nach § 28 DSchG |    |
| Weitere Bilder | Pulverturm                | Lange Straße 57 (Karte) | 1490                    | Ruine von 1490, mit gotischem Bildstock, 1430 Geschützt nach § 28 DSchG |    |
| Weitere Bilder | Stadtmauer mit Gerberturm | Weilertor 6 (Karte)     | 14. Jahrhundert         | Stadtbefestigung, 14. Jahrhundert, Fachwerkaufstockung, 1799 (d) Geschützt nach § 28 DSchG                                                                                                 |    |

Des Weiteren gibt es ein Torhaus zwischen Unterlimpurg und Steinbach.

| Bild           | Bezeichnung         | Lage                              | Datierung       | Beschreibung | ID |
| -------------- | ------------------- | --------------------------------- | --------------- | --- | -- |
| Weitere Bilder | Ehemaliges Zollhaus | Unterlimpurger Straße 101 (Karte) | 16. Jahrhundert | Putzbau, Mansarddach, großer rundbogiger Durchlass, Sandsteingliederung, Wappenstein, 16. Jahrhundert, im 18. Jahrhundert umgestaltet Geschützt nach § 28 DSchG |    |

### Einzelkulturdenkmale der Kernstadt nach Straßen

#### A
| Bild           | Bezeichnung                                                  | Lage                                                        | Datierung                | Beschreibung | ID |
| -------------- | ------------------------------------------------------------ | ----------------------------------------------------------- | ------------------------ | --- | -- |
| Weitere Bilder | Altes Schützenhaus                                           | Ackeranlagen 6 (Karte)                                      | Klassizismus             | Klassizistischer Putzbau mit Holzpaliastern im Mittelteil, Schießanlage, Unterstände Geschützt nach § 28 DSchG |    |
|                | Fachwerk-Gartenhaus                                          | Ackeranlagen 7                                              | 1647                     | Walmdach. bezeichnet mit 1647 Geschützt nach § 2 DSchG |    |
| Weitere Bilder | Steigenhaus                                                  | Alte Reifensteige 10                                        |                          | Zweigeschossiges verputztes Fachwerkhaus Geschützt nach § 2 DSchG |    |
| Weitere Bilder | Marktbrunnen und Pranger                                     | Am Markt (Karte)                                            | 1509                     | Brunnenwand Sandstein, 1509, Brüstungsgitter 1620, schmiedeeiserner Brunnentrog 1739, Pranger Sandstein um 1500, Kopien von 1901 Geschützt nach § 28 DSchG |    |
| Weitere Bilder | Freitreppe                                                   | Am Markt                                                    | 1507                     | 1507 angelegt, 1830 erweitert |    |
| Weitere Bilder | Evangelische Stadtkirche St. Michael                         | Am Markt 1                                                  | 1156                     | Ursprünglich romanische Basilika, Westturm von 1156, gotisches Schiff und gotischer Chor Geschützt nach § 28 DSchG |    |
| Weitere Bilder | Clausnitzer-Haus mit dem Münzmeisterturm                     | Am Markt 2                                                  |                          | Fachwerkhaus, Schopfwalm, ehemaliger mittelalterlicher Adelsturm, 1250 Turm des Münzmeisters. Erweiterungsbauten 16./17. Jahrhundert. Portalgewände mit Wappenkeilstein, 18. Jahrhundert. Fachwerkteil westlich, um 1390 (d) Dachwerk, 1603 (d) Geschützt nach § 28 DSchG                                     |    |
| Weitere Bilder | Löwenapotheke                                                | Am Markt 3 (Karte)                                          | 1456                     | Älteste Apotheke in Schwäbisch Hall. Fachwerkkonstruktion, 1456 (d), Datum 1375 nicht geklärt. Verblattete Kopf- und Fußstreben, „Mann“-Motiv. Bruchsteinmauerwerk, spätmittelalterlich. Zweites Obergeschoss bezeichnet mit 1612, Umbauten 18. Jahrhundert Geschützt nach § 12 DSchG                         |    |
| Weitere Bilder | Ehemaliges Franziskanerkloster, sogenanntes Stellwaghaus     | Am Markt 4                                                  | 1236                     | 1236–1524, mittelalterliches Steinhaus, später Lateinschule und Wohnhaus, Ostportal mit L.G. Guithus, bezeichnet mit 1779 Geschützt nach § 28 DSchG |    |
| Weitere Bilder | Ehemaliges Franziskanerkloster, sogenanntes Widmanhaus       | Am Markt 5                                                  | 1410                     | Portal eventuell von Schlör, 2 Epitaphien von 1410 und 1419 Geschützt nach § 28 DSchG |    |
| Weitere Bilder | Rathaus                                                      | Am Markt 6 (Karte)                                          | 1732–35                  | Barocker Putzbau, 1732–35, Repräsentationsbau, Rathausfassade mit Vertikalbetonung, Mittelrisalit, Zwerchgiebel. Innenausstattung von namhaften Künstlern, Wiederaufbau 1945 bis 1955 nach Zerstörung Geschützt nach § 28 DSchG                                                                               |    |
| Weitere Bilder | Ehemalige Bürgertrinkstube, später Oberamt                   | Am Markt 7                                                  | 1728                     | Barocker Putzbau, Sandsteingliederung, nach 1728 Geschützt nach § 28 DSchG |    |
| Weitere Bilder | Ehemalige Bürgertrinkstube, später Oberamt, Wibelhaus        | Am Markt 8                                                  | 1728                     | Barocker Putzbau, Sandsteingliederung, nach 1728 Geschützt nach § 28 DSchG |    |
| Weitere Bilder | Egenhaus                                                     | Am Markt 9, 9a                                              | 1730                     | Barocker Putzbau mit Mansardwalmdach, 1730, Obergeschosse 19. Jahrhundert, Innenausstattung Geschützt nach § 28 DSchG |    |
| Weitere Bilder | Wohn- und Geschäftshaus                                      | Am Markt 10                                                 | 1728                     | Barocker Putzbau, Stuckdekor, Mansarddach, 1728 Geschützt nach § 28 DSchG |    |
| Weitere Bilder | Gasthaus Adler                                               | Am Markt 11, 11/1                                           | um 1500                  | Fachwerkhaus auf Putzsockel, um 1500, nach 1728 umgebaut. Im Inneren Stuckdecken, Wandmalereien. Rückgebäude Fachwerkbau mit Schopfwalm, ehem. Gerichtshalle, 1315 (d) Geschützt nach § 28 DSchG |    |
| Weitere Bilder | Sogenannter Reichsschultheißenhof                            | Am Markt 12                                                 | Mittelalter              | Mittelalterliches Steinhaus, Neugestaltungen im 16.–18. Jahrhundert, Romanische Fenster, Verblattungen, Stuckdecke Geschützt nach § 28 DSchG |    |
| Weitere Bilder | Classgebäude, Ehemaliges Gymnasium illustre                  | Am Markt 14                                                 | 1764                     | Fachwerkbau, Halbwalmdach, älterer Steinsockel, 1764, Wiederaufbau nach Brand um 1947 Geschützt nach § 28 DSchG |    |
| Weitere Bilder | Wohnhaus                                                     | Am Mühlenbollwerk 2                                         | 17. Jahrhundert          | Zweigeschossiges, verputztes Fachwerk-Wohnhaus in Ecklage, 17. Jahrhundert Geschützt nach § 2 DSchG |    |
| Weitere Bilder | Diakonissenanstalt                                           | Am Mutterhaus 3, Diakoniestraße 9, 14, Stammhausstraße 4, 6 | 1881                     | Neurenaissancebau von 1881, Rustika-Erdgeschoss, Mittel- und Eckrisaliten. (Sachgesamtheit) Geschützt nach § 2 DSchG |    |
| Weitere Bilder | Fachwerkbau                                                  | Am Säumarkt 6                                               | ca. 1730                 | Mansarddach, dreigeschossig, verputzt. Profilierte Fußschwellen. Türgewände mit Oberlicht. Rundbogige Torgewände und Kellerhalsgewände, ca. 1730 Geschützt nach § 28 DSchG |    |
| Weitere Bilder | Ehemaliges württembergisches Wachhaus                        | Am Säumarkt 12 (Karte)                                      | 1811                     | klassizistischer Bau, ionische Vorhalle, Walmdach, 1811 Geschützt nach § 2 DSchG |    |
| Weitere Bilder | Ehemaliges Stadtpalais                                       | Am Schuppach 1                                              | 1730                     | Barocker Putzbau, Sandsteingliederung, Walmdach, Portalgewände, bezeichnet mit 1730 Geschützt nach § 2 DSchG |    |
| Weitere Bilder | Fachwerk-Wohnhaus                                            | Am Schuppach 2                                              | 1729                     | Ursprüngliche Ausstattung; dreigeschossig. Kunstvolle Verbretterungen unterhalb der Fenstergesimse, Rautenmotive. Im Erdgeschoss profilierte geohrte Türrahmung und Oberlicht, bezeichnet mit 1729 Geschützt nach § 2 DSchG                                                                                   |    |
| Weitere Bilder | Ehemaliges Gasthaus „Zum Pflug“                              | Am Schuppach 3                                              | 17./18. Jahrhundert      | Dreigeschossiger, verputzter Fachwerkbau, Walmdach, Ecklisenen, Gurtband, profilierte Fensterrahmen. Großzügiges Treppenhaus, reich geschnitztes Geländer, stuckierte Decken in mehreren Obergeschossräumen. Wohl 17./18. Jahrhundert Geschützt nach § 2 DSchG                                                |    |
| Weitere Bilder | Wohnhaus                                                     | Am Schuppach 6                                              | Fragmente von 1323       | Mit Fragmenten der mittelalterlichen Marienkapelle von 1323 Geschützt nach § 2 DSchG |    |
| Weitere Bilder | Wohnhaus                                                     | Am Spitalbach 5                                             | 18. Jahrhundert          | Dreigeschossiges, verputztes Fachwerk-Wohnhaus, 18. Jahrhundert Geschützt nach § 2 DSchG |    |
| Weitere Bilder | Wohnhaus                                                     | Am Spitalbach 6                                             | 1728                     | Fachwerkhaus, dreigeschossiges, ursprünglich nach dem Stadtbrand von 1728 erbautes Handwerkerhaus. Charakteristische Fensterachsen, rautenförmige Verbretterungen, profilierte Fußschwellen, Fachwerkkonstruktion mit K- und „Wilde-Mann“-Formen. Schmiedeeiserne Laterne, Sonnenuhr Geschützt nach § 2 DSchG |    |
| Weitere Bilder | Hospital zum Heiligen Geist mit Kirche                       | Am Spitalbach 8                                             | 1731                     | 1731, Anbauten von 1884. Vorgängerbau von 1317/23. Choranbau Geschützt nach § 28 DSchG |    |
| Weitere Bilder | Wohnhaus                                                     | Am Spitalbach 16, 18                                        | späteres 18. Jahrhundert | Fachwerkdoppel-Wohnhaus, dreigeschossig, späteres 18. Jahrhundert, erneuert um 1980 Geschützt nach § 2 DSchG |    |
| Weitere Bilder | Wohnhaus                                                     | Am Spitalbach 17                                            | nach 1728                | Verputztes Fachwerk. Im Inneren originale Treppengeländer, Decke mit Stuckrahmung. Wohl nach 1728 Geschützt nach § 2 DSchG |    |
| Weitere Bilder | Ehemaliges Kornhaus und Salzmagazin                          | Am Spitalbach 20 (Karte)                                    |                          | Putzbau mit Walmdach, drei Rundbogentore Geschützt nach § 28 DSchG |    |
| Weitere Bilder | Ehemaliger Marstall und Rüstkammer                           | Am Spitalbach 22, Salinenstraße 2                           | 1901 Umbau               | Ab 1803 Kaserne, ab 1869 Kreisgerichtshof. 1901 Umbau Geschützt nach § 28 DSchG |    |
| Weitere Bilder | Hölzerne Treppenspindel                                      | Am Spitalbach 31                                            | mittelalterlich          | Im Wohngebäude, mittelalterlich Geschützt nach § 2 DSchG |    |
|                | Eingangspforte zum Grundstück, sogenannte „Pforte zum Olymp“ | Bei Auf der Schied 11                                       | 1811                     | Gebaut im Jahr 1811 Geschützt nach § 2 DSchG |    |

Ob das Gebäude Am Säumarkt 4 ein Kulturdenkmal ist, konnte bislang nicht in Erfahrung gebracht werden.

#### B
| Bild           | Bezeichnung                                          | Lage                                                                      | Datierung             | Beschreibung | ID |
| -------------- | ---------------------------------------------------- | ------------------------------------------------------------------------- | --------------------- | --- | -- |
|                | Ehemals Seitzmühle                                   | Badtorweg 12/1 (Karte)                                                    | Kern mittelalterlich  | Gehört zu den sogenannten Drei Mühlen, Kern mittelalterlich. Fachwerk mit Halbwalm, 18. Jahrhundert, Türgewände, im Keilstein bezeichnet mit 1806 Geschützt nach § 28 DSchG |    |
| Weitere Bilder | Wohnhaus                                             | Bahnhofstraße 2                                                           | 1544                  | Dreigeschossiger, verputzter Fachwerkbau, 1544 (d) erbaut Geschützt nach § 2 DSchG |    |
| Weitere Bilder | Wohnhaus                                             | Bahnhofstraße 3 (Karte)                                                   | 1423                  | Fachwerk, starke Vorsprünge, Knaggen, Verblattungen, 1423 (d), Inschriftenstein bezeichnet mit 1641, Sanierung 1975 Geschützt nach § 28 DSchG |    |
| Weitere Bilder | Wohnhaus                                             | Bahnhofstraße 6                                                           | 16./17. Jahrhundert   | Fachwerkhaus, verputzt, traufständig, 16./17. Jahrhundert. Intaktes Kellergeschoss Geschützt nach § 2 DSchG |    |
| Weitere Bilder | Wohnhaus                                             | Bahnhofstraße 7                                                           | 1594                  | Dreigeschossiges Renaissance-Fachwerk-Wohnhaus, bezeichnet mit 1594. Reich gestaltete Obergeschosse Geschützt nach § 2 DSchG |    |
| Weitere Bilder | Gastwirtschaft                                       | Bahnhofstraße 8                                                           | 1876                  | Dreigeschossiger Putzbau, 1876 Geschützt nach § 2 DSchG |    |
| Weitere Bilder | Wohnhaus                                             | Bahnhofstraße 10                                                          | 17. Jahrhundert       | Traufständiges, dreigeschossiges Fachwerk-Wohnhaus, 17. Jahrhundert, Fachwerkgerüst um 1450 Geschützt nach § 2 DSchG |    |
| Weitere Bilder | Gasthof mit Nebengebäuden                            | Bahnhofstraße 15                                                          |                       | (Sachgesamtheit) Geschützt nach § 2 DSchG |    |
| Weitere Bilder | Gartenhaus                                           | Bahnhofstraße 16/1                                                        | 18. Jahrhundert       | Zweigeschossiges Fachwerkgebäude, Walmdach, 18. Jahrhundert Geschützt nach § 2 DSchG |    |
| Weitere Bilder | Beamtenwohnhäuser                                    | Bahnhofstraße 19, 21                                                      | 1881                  | Erbaut im Jahr 1881 Geschützt nach § 2 DSchG |    |
| Weitere Bilder | Ehemaliges Dienstwohngebäude der Eisenbahnverwaltung | Bahnhofstraße 20                                                          | 1904                  | Zweigeschossiger Putzbau mit hohem Ziegelsockel, Risalit und hohem Walmdach, Architekt Wischer, 1904 Geschützt nach § 2 DSchG |    |
| Weitere Bilder | Wohnhaus                                             | Bahnhofstraße 26                                                          | 1879/80               | Dreigeschossiger, villenähnlicher Putzbau, 1879/80; Neurenaissanceformen, genutetes Erdgeschoss Geschützt nach § 2 DSchG |    |
| Weitere Bilder | Wohnhaus                                             | Bahnhofstraße 28                                                          | 1903                  | Viergeschossiges Wohnhaus, 1903. Jugendstil-Elemente, rustiziertes Sockelgeschoss, Traufgesims Geschützt nach § 2 DSchG |    |
| Weitere Bilder | Wohnhaus                                             | Blendstatt 36                                                             | 18. Jahrhundert       | Zweigeschossiges Wohnhaus, 18. Jahrhundert Geschützt nach § 2 DSchG |    |
| Weitere Bilder | Wohnhaus                                             | Blockgasse 13                                                             | 1728                  | Dreigeschossiges Fachwerk-Wohnhaus, 1728. Im Erdgeschoss Sandsteinlisenen, Sandsteintürgewände, schmiedeeiserne Oberlichtgitter Geschützt nach § 2 DSchG |    |
| Weitere Bilder | Gasthaus „Zum Dorle“                                 | Blockgasse 14                                                             | Nach 1728             | Dreigeschossiges Fachwerk-Wohnhaus mit Schopfwalmdach aus der Zeit nach dem Stadtbrand von 1728 Geschützt nach § 2 DSchG |    |
| Weitere Bilder | Gasthaus                                             | Blockgasse 16                                                             | 18. Jahrhundert       | Dreigeschossiges Fachwerkhaus, 18. Jahrhundert Geschützt nach § 2 DSchG |    |
| Weitere Bilder | Ehemalige Kunstschmiede                              | Brückenhof 4                                                              | nach 1728             | Dreigeschossiges, giebelständiges Fachwerk-Wohnhaus, im Kern wohl nach 1728. Um 1900 verändert. Obergeschosse ornamentales Fachwerk (Fachwerk auf Ostseite mit Bretterverkleidung, um 1930) Geschützt nach § 2 DSchG                                                                  |    |
| Weitere Bilder | Wohnhaus                                             | Brückenhof 5                                                              | nach 1728             | Dreigeschossiges, verputztes Fachwerkhaus. Im Kern wohl nach 1728 entstanden. 1882 aufgestockt, Zwerchgiebel. Geschützt nach § 2 DSchG |    |
| Weitere Bilder | Wohnhaus                                             | Brückenhof 6                                                              | 18. Jahrhundert       | Dreigeschossiges Fachwerk-Wohnhaus, 18. Jahrhundert. Profilierte Vorstöße, K-Motive an Gebäudeecken, Andreaskreuze Geschützt nach § 2 DSchG |    |
|                | Ehemaliger Siedersgasthof                            | Brückenhof 7                                                              | 18. Jahrhundert       | Zweigeschossiger, verputzter Fachwerkbau, 18. Jahrhundert mit älterer Substanz. Keller wohl mittelalterlich Geschützt nach § 2 DSchG |    |
| Weitere Bilder | Wohnhaus                                             | Brüdergasse 5                                                             | 1393                  | Mittelalterliches, traufständiges Gebäude, 1393 Geschützt nach § 2 DSchG |    |
| Weitere Bilder | Wohnhaus                                             | Brüdergasse 9                                                             | 1446                  | Verputztes Fachwerk-Wohnhaus, 1446 (d) Geschützt nach § 2 DSchG |    |
| Weitere Bilder | Wohnhaus                                             | Brüdergasse 11                                                            | 1367, 17. Jahrhundert | Wohnhaus, 17. Jahrhundert mit Balkendecke im Keller, 1367 (d) Geschützt nach § 2 DSchG |    |
|                | Wohnhaus                                             | Brüdergasse 21                                                            | 1390                  | Wohnhaus, mittelalterlich, 1390 Geschützt nach § 2 DSchG |    |
| Weitere Bilder | Wohnhaus                                             | Brüdergasse 27                                                            | Im Kern 1396          | Fachwerk. Gemauertes Erdgeschoss über gewölbtem Keller, Fachwerk-Obergeschosse, traufseitig mit kräftigen Vorstößen, „Mann-Motive“ (heute verputzt). Gut erhaltene Wohnstube, geschnitzte Bohlen-Balkendecke, Spundwand im ersten Obergeschoss. Im Kern 1396 Geschützt nach § 2 DSchG |    |
| Weitere Bilder | Siedlung (Sachgesamtheit)                            | Büschlerstraße 68, 70, 72, 74, 76, 78, 80, 82, Urbanstraße 10, 12, 14, 16 | 1920                  | Von 1920, im Originalzustand erhalten. Im Erdgeschoss verputzt, in den Obergeschossen holzverschalt, hohe Walmdächer (Sachgesamtheit) Geschützt nach § 2 DSchG |    |

#### C
| Bild | Bezeichnung     | Lage                           | Datierung | Beschreibung                                               | ID |
| ---- | --------------- | ------------------------------ | --------- | ---------------------------------------------------------- | -- |
|      | Villa Peregrina | Crailsheimer Straße 35 (Karte) | 1903      | im Originalzustand erhalten. 1903 Geschützt nach § 2 DSchG |    |

#### F
| Bild           | Bezeichnung | Lage          | Datierung | Beschreibung | ID |
| -------------- | ----------- | ------------- | --------- | --- | -- |
| Weitere Bilder | Wohnhaus    | Färbergasse 2 | 1681      | Traufständiges, dreigeschossiges Fachwerkhaus. 1681 (d), zweites Obergeschoss von 1900 Geschützt nach § 2 DSchG      |    |
| Weitere Bilder | Wohnhaus    | Färbergasse 4 | 1375/76   | Traufständiges Wohnhaus, 1375/76 Geschützt nach § 2 DSchG                                                            |    |
| Weitere Bilder | Wohnhaus    | Färbergasse 6 | 1464      | Zweigeschossiges Fachwerk-Wohnhaus, profilierte Knaggen, Vorstoß über Erdgeschoss, 1464 (d) Geschützt nach § 2 DSchG |    |

#### G
| Bild           | Bezeichnung                                 | Lage                                        | Datierung                    | Beschreibung | ID |
| -------------- | ------------------------------------------- | ------------------------------------------- | ---------------------------- | --- | -- |
| Weitere Bilder | Wohnhaus                                    | Gänsberg 1                                  | 1380/1381                    | Dendrochronologisch datiert auf 1380/1381 Geschützt nach § 2 DSchG |    |
| Weitere Bilder | Gasthaus „Sonne“                            | Gelbinger Gasse 2, 2/1                      | nach 1680                    | Stattlicher, verputzter Fachwerkbau, giebelständig, leichte Vorstöße, nach 1680 entstanden. Bereits im 19. Jahrhundert Gastwirtschaft „Sonne“. Rundbogige Fensteröffnungen, kunstvolle gusseiserne, neugotische Ausleger. Fachwerkarchitektur aus dem 17. Jahrhundert noch ablesbar. Hinterhaus mit ehem. Tanzsaal 1808 (d) (Sachgesamtheit) Geschützt nach § 2 DSchG                                                |    |
| Weitere Bilder | Ehemaliges Gasthaus „Zum Schatten“          | Gelbinger Gasse 3                           | Nach 1680                    | Nach 1680 errichtetes, dreigeschossiges, giebelständiges Fachwerkhaus. In den Obergeschossen reiche, aufwändige Fachwerksubstanz der Entstehungszeit, profilierte Vorstöße, reiches Schmuckfachwerk in den Brüstungsfeldern. Im 19. Jahrhundert geringfügig veränderte Fachwerk-Elemente Geschützt nach § 2 DSchG |    |
| Weitere Bilder | Wohn- und Geschäftshaus                     | Gelbinger Gasse 6, 8                        | nach 1680                    | Dreigeschossiges stattliches Fachwerk-Giebelhaus, nach 1680. 1873 umgebaut. Reiches Brüstungsschmuckfachwerk Geschützt nach § 2 DSchG |    |
| Weitere Bilder | Ehemalige Gerberei                          | Gelbinger Gasse 9, 9/1 (Karte)              | Mitte 19. Jahrhundert        | Stattlicher, zweieinhalbgeschossiger Fachwerkbau. Giebelseite gekennzeichnet durch fünf übereinander liegende, offene Lauben zum Trocknen der Häute. Hohe Einfahrtstore im Erdgeschoss. Mitte 19. Jahrhundert Geschützt nach § 2 DSchG |    |
|                | Wohn- und Geschäftshaus                     | Gelbinger Gasse 10                          | um 1680                      | Stattlicher, dreigeschossiger, verputzter Fachwerkbau, giebelständig, um 1680 Geschützt nach § 2 DSchG |    |
| Weitere Bilder | Wohn- und Geschäftshaus                     | Gelbinger Gasse 12                          | nach 1680                    | Dreigeschossiges Fachwerkhaus, nach dem Stadtbrand von 1680. Über neuzeitlichem Erdgeschoss Fachwerksubstanz der Erbauungszeit. Im Giebel reiche Schmuckformen Geschützt nach § 2 DSchG |    |
| Weitere Bilder | Wohn- und Geschäftshaus                     | Gelbinger Gasse 13                          | nach 1680                    | Zweigeschossiges, giebelständiges Fachwerkgebäude, nach 1680. In der 2. Hälfte des 19. Jahrhunderts zu einem Lagergebäude umgebaut. Profilierte Vorstöße zeugen vom älteren Kern. Geschnitzte Aufzugstüren und Fenstergitter im Erdgeschoss jüngere Zutat Geschützt nach § 2 DSchG |    |
| Weitere Bilder | Wohn- und Geschäftshaus                     | Gelbinger Gasse 16                          | 1882                         | Dreigeschossiges, giebelständiges Fachwerkhaus. Durch Umarbeitung eines älteren Gebäudes im Jahr 1882 historisierendes Erscheinungsbild. Im 19. Jahrhundert Ladeneinbau, Sprossengliederung der Schaufenster, Giebeldreieck mit Fenstererker, rundbogige Dachgeschossöffnung, Schopfwalm Geschützt nach § 2 DSchG |    |
| Weitere Bilder | Wohn- und Geschäftshaus                     | Gelbinger Gasse 17                          | nach 1680                    | Dreigeschossiger, giebelständiger Fachwerkbau, nach 1680 datiert. In wesentlichen Zügen unverfälscht überliefert aus dem 17. Jahrhundert Geschützt nach § 2 DSchG |    |
| Weitere Bilder | Wohn- und Geschäftshaus                     | Gelbinger Gasse 19                          | um 1680                      | Dreigeschossiges, giebelständiges Fachwerkhaus, um 1680. Beachtenswert das Erdgeschoss mit hölzernen Ständer. Freiliegendes Giebelfachwerk Geschützt nach § 2 DSchG |    |
| Weitere Bilder | Wohn- und Geschäftshaus                     | Gelbinger Gasse 20                          |                              | Zweieinhalbgeschossiges, giebelständiges Fachwerkhaus, nach 1680. Eines der wenigen Äckerbürgerhäuser in Schwäbisch Hall Geschützt nach § 2 DSchG |    |
| Weitere Bilder | Wohn- und Geschäftshaus                     | Gelbinger Gasse 21                          | 1686                         | Dreigeschossiger, giebelständiger Fachwerkbau. Im Giebelbereich profilierte Vorstöße, konstruktives Fachwerk, in Holztürrahmung bezeichnet mit 1686, 1876/77 renoviert Geschützt nach § 2 DSchG |    |
| Weitere Bilder | Wohn- und Geschäftshaus                     | Gelbinger Gasse 23                          | nach 1680                    | Dreigeschossiges, giebelständiges Fachwerkhaus, nach 1680. Aufwändig gestaltet. Keller und Erdgeschoss ursprüngliche Grundrissaufteilung erhalten, reiche Schmuckformen in den Fensterbrüstungen, Aufzugstür im Giebel mit Wappen und Inschrift („Mein Werk ist ernst und nicht zu spaßen, wer zu mir kommt muss Haare lassen“ - ein Hinweis auf den Beruf des Eigentümers, eines Friseurs) Geschützt nach § 2 DSchG |    |
| Weitere Bilder | Wohn- und Geschäftshaus                     | Gelbinger Gasse 24                          | nach 1680                    | Dreigeschossiges, verputztes und giebelständiges Fachwerkhaus, nach 1680. Drei Vorstöße, originale Fensteröffnungen, Sichtfachwerk Geschützt nach § 2 DSchG |    |
| Weitere Bilder | Stadtpalais                                 | Gelbinger Gasse 25                          | 1705                         | Putzbau mit Mansardwalmdach, zwei Rundtorgewände mit kleinen Figurennischen, hochrechteckiges Portal, Doppeladler und Inschrift, bezeichnet mit 1705 Geschützt nach § 2 DSchG |    |
| Weitere Bilder | Wohn- und Geschäftshaus                     | Gelbinger Gasse 26                          | um 1680                      | Zweigeschossiges, giebelständiges, verputztes Fachwerkhaus, um 1680. Ursprünglicher Kellereingang erhalten, Fenster im Dachgeschoss kaum verändert Geschützt nach § 2 DSchG |    |
| Weitere Bilder | Wohn- und Geschäftshaus                     | Gelbinger Gasse 27                          | um 1680                      | Zweigeschossiges verputztes Fachwerkgebäude mit reich profilierten Vorstößen, um 1680. Trotz Veränderungen von Erdgeschoss und Fenster alte Fachwerksubstanz erhalten Geschützt nach § 2 DSchG |    |
| Weitere Bilder | Wohn- und Geschäftshaus                     | Gelbinger Gasse 28                          | nach 1680                    | Stattliches, dreigeschossiges Fachwerkhaus, giebelständig und verputzt. Im Kern nach 1680. Ursprüngliche Fachwerkarchitektur erhalten, reich profilierte Vorstöße. Balkendecke im Inneren Geschützt nach § 2 DSchG |    |
| Weitere Bilder | Wohn- und Geschäftshaus                     | Gelbinger Gasse 31                          | um 1680                      | Dreigeschossiges, giebelständiges Fachwerkhaus, um 1680. Beachtenswert das Erdgeschoss mit hölzernen Ständern. Freiliegendes Giebelfachwerk Geschützt nach § 2 DSchG |    |
| Weitere Bilder | Ehemaliges Gasthaus „Zum grünen Baum“       | Gelbinger Gasse 33                          | Nach 1680                    | Stattliches, giebelständiges Wohn- und Gasthaus „Zum grünen Baum“. Dreigeschossiges Fachwerkgebäude. Fünf Vorstöße, Sichtfachwerk (Motiv des „Schwäbischen Mannes“), Schmuckfachwerk im Giebel, Aufzugstüren im Giebel (Baum, Reichsadler und Stadtwappen). Nach 1680, Umbau 2004 Geschützt nach § 2 DSchG |    |
| Weitere Bilder | Wohn- und Geschäftshaus                     | Gelbinger Gasse 34                          | wohl nach 1680               | Zweigeschossiges, giebelständiges Fachwerkhaus, wohl nach Stadtbrand 1680 erstellt. Wenig Veränderungen der ursprünglichen Bausubstanz; profilierte Vorstöße, hohe Schwelle, Giebel mit Andreaskreuzen und Kopfstreben Geschützt nach § 2 DSchG |    |
| Weitere Bilder | Ehemalige Josenkapelle                      | Gelbinger Gasse 39                          | 12., 16. Jahrhundert         | 12., 16. Jahrhundert und 1686 Geschützt nach § 28 DSchG |    |
| Weitere Bilder | Wohnhaus                                    | Gelbinger Gasse 41                          | 1737                         | Dreigeschossiges, verputztes Fachwerkhaus, 1737. Reich profilierte, geohrte Rahmungen der Fenster und Eingangsöffnungen, profilierte Vorstöße, Mansarddach; originales Erscheinungsbild Geschützt nach § 2 DSchG |    |
| Weitere Bilder | Sogenanntes Gräterhaus oder Renaissancehaus | Gelbinger Gasse 47                          | 1605 und 1686                | Sichtfachwerkhaus mit Zwerchhaus, Fenstergitter, rundbogiges Tor mit Nischen, 1605 und 1686 Geschützt nach § 28 DSchG |    |
| Weitere Bilder | Bäckerzunftzeichen                          | Gelbinger Gasse 49                          | 1909                         | Über Haustür, in die Wand eingelassen, bezeichnet mit 1909 Geschützt nach § 2 DSchG |    |
| Weitere Bilder | Wohnhaus                                    | Gelbinger Gasse 59                          | 1560                         | Hinterhaus mit Wandmalereien, 1560 Geschützt nach § 2 DSchG |    |
| Weitere Bilder | Wohnhaus                                    | Gelbinger Gasse 62                          | im Kern 17./18. Jahrhundert  | Zweigeschossiges, teilverputztes Fachwerkhaus, im Kern 17./18. Jahrhundert; 1878 umgestaltet. Ursprüngliche Bausubstanz gut ablesbar an drei profilierten Vorstößen und Fachwerkkonstruktion im Giebel Geschützt nach § 2 DSchG |    |
| Weitere Bilder | Wohnhaus                                    | Gelbinger Gasse 65                          | 16. Jahrhundert              | Dreigeschossiges, verputztes und traufständiges Fachwerkgebäude. Zeuge der ältesten Wohnbebauung der ehem. Gelbinger Vorstadt, 16. Jahrhundert. Vorstoß, lange, leicht profilierte Knaggen über Erdgeschoss. Ursprüngliche Nutzung wohl als Ackerbürgerhaus Geschützt nach § 2 DSchG |    |
| Weitere Bilder | Wohnhaus                                    | Gelbinger Gasse 66                          | 16. Jahrhundert              | Dreigeschossiges, traufständiges und verputztes Fachwerkhaus, Zeuge der ältesten Wohnbebauung der ehemaligen Gelbinger Vorstadt, 16. Jahrhundert. Umarbeitungen 18. Jahrhundert Geschützt nach § 2 DSchG |    |
| Weitere Bilder | Wohnhaus                                    | Gelbinger Gasse 68                          | um 1360                      | Zweigeschossiges, giebelständiges und verputztes Fachwerk-Wohnhaus, tief gelegenes Erdgeschoss, zwei Vorstöße, Knagge im Obergeschoss, Verblattungsspuren. Gehört zu den ältesten Häusern der ehemaligen Gelbinger Vorstadt, um 1360 (d) Geschützt nach § 2 DSchG |    |
| Weitere Bilder | Wohnhaus                                    | Gelbinger Gasse 71                          | 16. Jahrhundert              | Traufständiges Wohnhaus, Fachwerkgebäude, zweigeschossig, verputzt. Älteste noch überlieferte Bebauung der ehemaligen Gelbinger Vorstadt. 16. Jahrhundert Geschützt nach § 2 DSchG |    |
| Weitere Bilder | Wohnhaus                                    | Gelbinger Gasse 72                          | um 1720                      | Fachwerk-Wohnhaus mit Mansarddach, um 1720 Geschützt nach § 2 DSchG |    |
| Weitere Bilder | Wohnhaus                                    | Gelbinger Gasse 73                          | 16. Jahrhundert              | Traufständiges Wohnhaus, Fachwerkgebäude, zweigeschossig, verputzt. Älteste noch überlieferte Bebauung der ehemaligen Gelbinger Vorstadt. 16. Jahrhundert Geschützt nach § 2 DSchG |    |
| Weitere Bilder | Wohnhaus                                    | Gelbinger Gasse 74, 74/1                    | 17. Jahrhundert              | Verputztes Fachwerk-Wohnhaus, zweigeschossig, giebelständig, 17. Jahrhundert Geschützt nach § 2 DSchG |    |
| Weitere Bilder | Ehemaliges Lagerhaus                        | Gelbinger Gasse 75                          | Mittelalter                  | Mittelalterliche Substanz beim Neubau 1975/78 wiederverwendet Geschützt nach § 28 DSchG |    |
| Weitere Bilder | Wohnhaus                                    | Gelbinger Gasse 80, 80/1                    | erste Hälfte 18. Jahrhundert | Zweigeschossiges, verputztes Fachwerk-Wohnhaus in Ecklage, erste Hälfte 18. Jahrhundert Geschützt nach § 2 DSchG |    |
| Weitere Bilder | Angeblich Alte Münze                        | Gelbinger Gasse 83                          | 1491                         | Mächtiger, verputzter Fachwerkbau mit Vorsprüngen, Halbwalmdach mit Eulenloch, Verblattungen, 1491 Geschützt nach § 2 DSchG |    |
| Weitere Bilder | Wohnhaus                                    | Gelbinger Gasse 86                          | 16./17. Jahrhundert          | Zweigeschossiges, giebelständiges Fachwerk-Wohnhaus, 16./17. Jahrhundert Geschützt nach § 2 DSchG |    |
| Weitere Bilder | Wohnhaus                                    | Gelbinger Gasse 87                          | 1799                         | Zweigeschossiges, verputztes Wohnhaus. Hohes Mansarddach, Giebelgauben, Traufgesims. 1799 datiert. Geschützt nach § 2 DSchG |    |
| Weitere Bilder | Ehemalige Schmiede                          | Gelbinger Gasse 88                          | wohl 1500                    | Zweigeschossiges, verputztes Fachwerkgebäude, wohl 1500. Profilierte Knaggen bzw. Steinkonsolen, Obergeschoss mit kleinformatigen Fensteröffnungen, stattliche Giebel Geschützt nach § 2 DSchG |    |
| Weitere Bilder | Villa Pfeiffer                              | Gelbinger Gasse 89 (Karte)                  | 1884                         | Zweigeschossiges Wohnhaus, symmetrische Fassadengliederung, Walmdach, ornamentierter, gusseiserner Balkon. 1884 Geschützt nach § 2 DSchG |    |
| Weitere Bilder | Wohnhaus                                    | Gelbinger Gasse 93                          | Im Kern 1797                 | Dreigeschossiger, giebelständiger Putzbau, Gesimsbänder, segmentbogige Fenster mit gleichzeitigen Läden, im Dachgeschoss gekuppelte Dreiergruppe von Fenstern. Im Kern 1797, 1853 grundlegende Umgestaltung Geschützt nach § 2 DSchG |    |
| Weitere Bilder | Wohnhaus                                    | Gelbinger Gasse 99                          |                              | Verputztes Fachwerk-Wohnhaus, profilierte Fußschwellen, viergeteilte Haustür mit Holzgewände, ornamentiert, bez. 1688, 1458 (d) Geschützt nach § 28 DSchG |    |
| Weitere Bilder | Ehemaliges württembergisches Wachthaus      | Gelbinger Gasse 103 (Karte)                 | 1807/08                      | 1807/08, dreigeschossiges (urspr. zweigeschossiges) Fachwerk-Wohnhaus, Rundbogenöffnungen, Gurtband, steingerahmte Fenster und Mansarddach Geschützt nach § 2 DSchG |    |
| Weitere Bilder | Ehemalige Villa (Sachgesamtheit)            | Gelbinger Gasse 109 (hinter), 111           | 1874                         | 1874 erbaut für den Haller Maschinenbau-Fabrikanten Heinrich. Zweigeschossiges, verschindeltes und verputztes Wohnhaus. Giebelrisalit, verglaste Veranda. Giebeleingangsseite mit quadratischem Treppentürmchen. Gut erhaltener, gusseiserner, oktogonaler Gartenpavillon (Nr. 109) im maurischen Stil, reich ornamentiert. 1874. Garten, Einfriedung (Sachgesamtheit) Geschützt nach § 2 DSchG                      |    |
| Weitere Bilder | Ehemaliges Gasthaus „Zur Saline“            | Gelbinger Gasse 113                         | um 1820                      | Zweigeschossiger Putzbau, traufseitig im Obergeschoss mit Rundbogenfenstern und Halbwalmdach, um 1820 Geschützt nach § 2 DSchG |    |
| Weitere Bilder | Wohnhaus                                    | Glockengasse 2                              | 1395                         | Verputztes Fachwerk, giebelständig, zweigeschossig. Wahrscheinlich das ehem. Pfarrhaus von St. Katharina. Aufwändig ausgestattet, wohl 16. Jahrhundert. Gewölbter Keller, geschnitzte, segmentbogig gewölbte Balkendecke, lang gezogene Knaggen. Weitere Bohlendecke im Erdgeschoss, kassettierte Decke im Obergeschoss, barocke Treppe. 1395 (d) Geschützt nach § 2 DSchG                                           |    |
|                | Inschrifttafel                              | Glockengasse 2/2 (am Gebäude, giebelseitig) | 1395                         | (von älterem Vorgängerbau): „Wir greifen an das Werck mit Freiden, der zu uns Got hat bescheiden, in unserem Beruf und Stand; 1613, AS“. Geschützt nach § 2 DSchG |    |
| Weitere Bilder | Wohnhaus                                    | Glockengasse 6                              |                              | Geschützt nach § 2 DSchG |    |
| Weitere Bilder | Ehemals Gymnasium und Realschule            | Gymnasiumstraße 2                           |                              | Erbaut 1871 - 73 von Chr. Leins Geschützt nach § 12 DSchG |    |
| Weitere Bilder | Gewerbeschule                               | Gymnasiumstraße 4                           | 1912                         | Zur Gymnasiumstraße dreigeschossig, zum Langen Graben zweigeschossig. Putzbau mit Mansarddach. Bis in Details unverändert erhalten. Fenster ohne Rahmungen, schlichte Lisenen, strenges Säulenportal mit Dreiecksgiebel. Mittelrisalite durch Attika mit Halbkreisfenster. Beleuchtung Treppenhausrisalite durch zwei geschosshohe, zu Paaren zusammengefasste schmale Fenster. Geschützt nach § 2 DSchG             |    |

#### H
| Bild           | Bezeichnung                                               | Lage                          | Datierung            | Beschreibung | ID |
| -------------- | --------------------------------------------------------- | ----------------------------- | -------------------- | --- | -- |
| Weitere Bilder | Wohnhaus                                                  | Haalstraße 1                  | 17./18. Jahrhundert  | Dreigeschossiges, giebelständiges Fachwerk-Wohnhaus, im Kern mittelalterlich, gegenwärtiges Erscheinungsbild 17./18. Jahrhundert. Gemauertes Erdgeschoss mit profilierten Torbogen, Obergeschosse mit Vorstoß und Balkenkopfreihe, im zweiten Obergeschoss lang gezogene Knaggen. Schmuckfachwerk im Giebel. Vorder- wie Hinterhaus, 1398 (d) Geschützt nach § 2 DSchG        |    |
| Weitere Bilder | Wohnhaus                                                  | Haalstraße 3                  | Kern mittelalterlich | Dreigeschossiges, verputztes Wohnhaus in Ecklage mit Bohlenwand. Kern mittelalterlich, 1304 (d) und 1404 (d) Geschützt nach § 2 DSchG |    |
| Weitere Bilder | Haus Arnold, Stadtpalais                                  | Haalstraße 5                  | 18. Jahrhundert      | Putzbau mit Sandsteingliederung, Mansardwalmdach, reiche Portale, 18. Jahrhundert; (im Kern hochmittelalterlich, Deckenbalken von um 1235 (d), staufisches Mauerwerk teils bis ins erste Obergeschoss) Geschützt nach § 28 DSchG |    |
|                | Ehemaliger Schuhmarkt-Turm                                | Haalstraße 6                  | 16. Jahrhundert      | Im Keller des Hauses befindliche Fragmente eines runden Turmes (1,80 m hoch, 2,40 m im Durchmesser), Bruchstein, Spindeltreppenturm des 16. Jahrhunderts. Geschützt nach § 2 DSchG |    |
| Weitere Bilder | Wohnhaus                                                  | Haalstraße 8                  | nach 1728            | Dreigeschossiges, giebelständiges, verputztes Fachwerk-Wohnhaus, profilierte Fußschwellen, nach Stadtbrand von 1728 Geschützt nach § 2 DSchG |    |
| Weitere Bilder | Ehemaliges städtisches Schlachthaus                       | Haalstraße 9                  | um 1820/30           | Anstelle älterer, jüdischer Bebauung. Klassizistischer, dreigeschossiger Putzbau, symmetrische Fassadengliederung, flach geneigte Satteldächer. Weitgehend original überliefert, um 1820/30 Geschützt nach § 2 DSchG |    |
| Weitere Bilder | Wohnhaus                                                  | Haalstraße 11                 | 18. Jahrhundert      | Dreigeschossiges Fachwerk-Wohnhaus. Schwache Vorstöße im Obergeschoss, geohrte Fensterrahmung, konstruktives Fachwerk, reich geschnitzte Eckständer. Dachgeschoss mit markanten Zwerchhäusern, aufwändig geschnitzte Eckständer. Gemalte Balkendecke. 18. Jahrhundert (im Keller staufisches Mauerwerk) Geschützt nach § 2 DSchG                                              |    |
| Weitere Bilder | Wohnhaus                                                  | Haalstraße 13                 | Nach 1728            | Dreigeschossiges, traufständiges Fachwerk-Wohnhaus, mit holzgerahmter Eingangstür. Schwache Vorstöße, geohrte Obergeschossfenster, konstruktives Fachwerk, profiliertes Traufgesims, Zwerchhaus. Nach Stadtbrand von 1728 Geschützt nach § 2 DSchG |    |
|                | Ehemalige Haalapotheke                                    | Haalstraße 15                 | Nach 1728            | Dreigeschossiger, traufständiger, verputzter Fachwerkbau. Profilierte Fußschwellen, originale Fensteröffnungen, kräftiges, profiliertes Traufgesims, Zwerchhaus. Nach Stadtbrand von 1728 Geschützt nach § 2 DSchG |    |
| Weitere Bilder | Kreissparkasse                                            | Hafenmarkt 1                  | 1937                 | 1937 erbaut. Putzbau mit Eckquaderungen, Fensterrahmung, Pfeilern aus Werkstein. Zweiflügeliger Baukörper mit hohen Walmdächern, Ecktürmchen, rundbogige Arkaden im Erdgeschoss. Dreigeschossige Fassade an der Haalgasse. Brunnen neben der Freitreppe am Hafenmarkt Bestandteil des gestalterischen Gesamtkonzeptes (Pfeiler aus der Zeit um 1800) Geschützt nach § 2 DSchG |    |
| Weitere Bilder | Friedhof mit Kapelle St. Nikolaus (Sachgesamtheit)        | Heilbronner Straße 14, 16, 18 | 1509                 | rechteckiger neuromanischer Putzbau, Walmdach, Glockentürmchen als Dachreiter. Rundbogenfriese und Maßwerkfenster. Östlicher Teil des Friedhofes 1509 angelegt; ein steinernes Kruzifix 1565 datiert; Grabmäler aus dem 18. Jahrhundert von Haller Bildhauern (Sachgesamtheit) Geschützt nach § 2 DSchG                                                                       |    |
| Weitere Bilder | Nebengebäude der Brückenapotheke                          | Heimbacher Gasse 1, 1/1       | 1504/05              | Wohnhaus, 1504/05 (d) Geschützt nach § 2 DSchG |    |
| Weitere Bilder | Ehemaliges Johanniterspital, später Gasthaus „Zum Ritter“ | Heimbacher Gasse 2, 2/1       | 1502                 | Bezeichnet mit 1502. (Mauerwerk des 12./13. Jahrhunderts noch erhalten, Biforium freigelegt, Keller, aufgehende Mauern etc.) Jetziges Dach Vorderhaus 1822, Hinterhaus 1502 (d) Geschützt nach § 2 DSchG |    |
|                | Wohnhaus                                                  | Heimbacher Gasse 11           | 1881                 | Erbaut um 1881 (d) Geschützt nach § 2 DSchG |    |
|                | Wirtschaft und Bäckerei „Zum Scharfen Eck“                | Heimbacher Gasse 15           | 1424                 | Zweigeschossiges, traufständiges Eckgebäude. Erhaltene Dachkonstruktion mit zweifach stehendem Stuhl mit Kopf- und Steigbändern, bezeichnet mit 1424 Geschützt nach § 2 DSchG |    |
| Weitere Bilder | Wohnhaus                                                  | Heimbacher Gasse 16           | 1459                 | Erbaut um 1459 (d) Geschützt nach § 2 DSchG |    |
|                | Ehemaliger Schafstall mit Hirtenwohnung                   | Heimbacher Gasse 23           | 1453                 | Fachwerkbau mit Halbwalmdach und Verblattungen. Hauptbau 1453 (d) (Kerngerüst), Veränderung 1504 (d), Anbau 1535 (d) Geschützt nach § 28 DSchG |    |
| Weitere Bilder | Henkersbrücke                                             | Heimbacher Gasse, Neue Straße | 1502                 | Dreiteilige Bogenbrücke aus Muschelkalkstein über den Kocher, mit Schießerkern auf den Brückenpfeiler und dem sogenannten Henkershaus auf dem westlichen Pfeilervorkopf, 1502 unter Verwendung älterer Fundamente (Pfeiler) errichtet, die beiden westlichen Bögen 1945 gesprengt, 1947–49 Wiederaufbau (Stahlbeton mit Muschelkalksteinverkleidung) Geschützt nach § 2 DSchG |    |
|                | Wohnhaus                                                  | Hirschgraben 7                | 1411                 | Traufständiges, zweigeschossiges Gebäude, 1411 (d) Geschützt nach § 2 DSchG |    |
|                | Ehemaliges Wohnhaus des Bahnhofsinspektors J. Merkl       | Hofpfad 1                     | 1902                 | Zweigeschossige Fachwerk-Villa. Malerisch bewegte Gruppierung der Bauglieder mit Krüppelwalmdächer, Balkon, dekoratives Fachwerk, 1902 Geschützt nach § 2 DSchG |    |
| Weitere Bilder | Wohnhaus                                                  | Hohe Gasse 1                  | Nach 1728            | Zweigeschossiges, traufständiges Fachwerk-Wohnhaus in Hanglage. Barocke Substanz des Obergeschosses, profilierter Vorstoß, konstruktives Fachwerk mit K-Motiven. Zwerchhaus, profiliertes Traufgesims. Nach dem Stadtbrand von 1728 erstellt, Erdgeschosszone 19. Jahrhundert Geschützt nach § 2 DSchG                                                                        |    |

#### I
| Bild           | Bezeichnung                                 | Lage                 | Datierung              | Beschreibung | ID |
| -------------- | ------------------------------------------- | -------------------- | ---------------------- | --- | -- |
| Weitere Bilder | Haalbrunnen und Haalplatz, ehemalige Saline | Im Haal              |                        | |    |
| Weitere Bilder | Ehemaliges Haalamt                          | Im Haal 2            | nach 1728              | Dreigeschossiges Fachwerkhaus, nach dem Stadtbrand von 1728. Das Haalamt (auch Haalgericht) bestand als Institution seit dem 14. Jahrhundert. Aufgabe war die Überwachung der Salzproduktion und des Vertriebs. Barocke Fachwerkbauweise. Sandsteinsockel und verputztes Erdgeschoss, traufseitig profilierte Vorstöße, konstruktives Fachwerk der Obergeschosse. Stadtbefestigung der Kernstadt, wohl um 1156 bis ca. 1250 Geschützt nach § 2 DSchG |    |
| Weitere Bilder | Ehemalige Volks- und Mädchenschule          | Im Haal 14           | 1835–38                | 1835–38 erbaut. Ältestes noch erhaltenes Schulhaus der Stadt. Äußeres Erscheinungsbild wenig gestört (Aus- und Anbauten 1940 und 1955) Geschützt nach § 2 DSchG |    |
| Weitere Bilder | Ehemalige Johanniterkirche St. Johannes     | Im Weiler 1          | 12. Jahrhundert        | 12. Jahrhundert, Umbauten 13. und 14. Jahrhundert, seit 1816 profaniert Geschützt nach § 28 DSchG |    |
| Weitere Bilder | Gastwirtschaft „zur Ilge“                   | Im Weiler 2          | 1477                   | Drei Fachwerkwohnhäuser, 1477 (d), Veränderungen im 17.–18. Jahrhundert ablesbar. Südliches Wohnhaus dreigeschossig, markanter Giebel, spätgotische Verblattungen und Merkmale des 17. bzw. 19. Jahrhunderts, zwei Vorstöße, geschnitzte Balkenköpfe, profilierte Fußschwelle, Schmuckfachwerk und Reste der mittelalterlichen Stadtmauer Geschützt nach § 2 DSchG                                                                                   |    |
| Weitere Bilder | Wohnhaus                                    | Im Weiler 3          | 1604                   | Fachwerk-Wohnhaus in Ecklage mit Anbau, dreigeschossig, teilweise verputzt. Rundes Kellertürgewände im Erdgeschoss. Obergeschoss profilierte Steinkonsolen. Schmuckfachwerk mit reichen Motiven, 1604 (d) Geschützt nach § 2 DSchG |    |
| Weitere Bilder | Haus Deutsch                                | Im Weiler 4          | 1394                   | Dreigeschossiges Fachwerk-Wohnhaus in Ecklage, Giebelfachwerk mit konstruktiven Elementen. 1394 (d), 18. Jahrhundert Geschützt nach § 2 DSchG |    |
| Weitere Bilder | Wohnhaus                                    | Im Weiler 5          | 1445                   | Zweieinhalbgeschossiges, traufständiges Fachwerk-Wohnhaus, wichtiges mittelalterliches Fachwerkhaus in Schwäbisch Hall. Fachwerk mit verblatteten Bügen an Eckständern und Pfosten („Schwäbischer Mann“), stehender Stuhl mit langen Streben. Verputzte Traufseite, kräftiger Vorstoß. 1445 (d) Geschützt nach § 2 DSchG |    |
|                | Backofen einer Bäckerei                     | Im Weiler 8          | Frühes 20. Jahrhundert | Frühes 20. Jahrhundert, charakteristische äußere Gestaltung mit Formvorstellungen des Jugendstils, geflieste Front mit dunkel abgesetzter Einfassung, Ornamentierung der gusseisernen Ofentüren Geschützt nach § 2 DSchG |    |
| Weitere Bilder | Wohnhaus                                    | Im Weiler 10         | 1339/40                | Hinterhaus, 1339/40 (d) Geschützt nach § 2 DSchG |    |
| Weitere Bilder | Wohnhaus                                    | Im Weiler 13, 15     | 1391                   | Traufständiges Wohngebäude, mittelalterlich, 1391 (d) Geschützt nach § 2 DSchG |    |
|                | Wohnhaus                                    | Im Weiler 14         | 1471                   | Zweieinhalbgeschossiges, giebelständiges Fachwerk-Wohnhaus, ausgeprägte Vorstöße, lange Knaggen, stattliches Dachgeschoss mit Halbwalmdach, wohl Ackerbürgerhaus, 1471 (d) Geschützt nach § 2 DSchG |    |
| Weitere Bilder | Wohnhaus                                    | Im Weiler 17         | 1397                   | Traufständiges Wohnhaus, mittelalterliches Handwerkerhaus mit hauskundlichen Quellenwert, 1397 (d). Quer liegender Gewölbekeller Geschützt nach § 2 DSchG |    |
| Weitere Bilder | Wohnhaus                                    | Im Weiler 19         | 1390/1392              | Traufständiges, verputztes Wohnhaus, mittelalterliches Handwerkerhaus mit hauskundlichem und konstruktionsgeschichtlichem Quellenwert, 1390/1392 (d) Geschützt nach § 2 DSchG |    |
| Weitere Bilder | Gastwirtschaft „Zum Weilertor“              | Im Weiler 20 (Karte) | im Kern wohl 1726      | Viergeschossiges, verputztes Fachwerk-Wohnhaus, im Kern wohl 1726, Obergeschoss mit Erkertürmchen, 1898 hinzugefügt Geschützt nach § 2 DSchG |    |
| Weitere Bilder | Wohnhaus                                    | Im Weiler 21         | 1466                   | Zweigeschossiges, verputztes Fachwerk-Wohnhaus mit Satteldach von 1466 (d) |    |
|                | Ehemaliges Henkershaus                      | Im Weiler 40 (Karte) | 1481                   | Dreigeschossiges, verputztes Fachwerk-Wohnhaus, ehemaliges mittelalterliches Henkershaus, 1481 (d) | BW |

#### J
| Bild | Bezeichnung     | Lage                | Datierung | Beschreibung                                                                                            | ID |
| ---- | --------------- | ------------------- | --------- | --- | -- |
|      | Drei Ofensteine | Johanniterstraße 55 | 1688      | Reiche Verzierungen mit Cherubin, bezeichnet mit 1688, mit Weingärtnersymbolen Geschützt nach § 2 DSchG |    |

#### K
| Bild           | Bezeichnung                                                                                      | Lage                                                                                        | Datierung                                          | Beschreibung | ID |
| -------------- | ------------------------------------------------------------------------------------------------ | ------------------------------------------------------------------------------------------- | -------------------------------------------------- | --- | -- |
| Weitere Bilder | Villa Hagenmeyer                                                                                 | Katharinenstraße 10                                                                         | 1903/04                                            | Zweigeschossig, mit versetzten Satteldächern, Giebelvorstoß, ornamentale Verbretterung im Giebelfeld. Darmstädter Jugendstilschule, Architekten Beutinger & Steiner, Darmstadt/Heilbronn. 1903/04 Geschützt nach § 2 DSchG |    |
|                | Wohnhaus                                                                                         | Katharinenstraße 12                                                                         |                                                    | Geschützt nach § 2 DSchG |    |
| Weitere Bilder | Wohnhaus                                                                                         | Katharinenstraße 14                                                                         | um 1900                                            | Zweigeschossig, Zwerchhaus. Fachwerkeckerker auf Konsolen, im Dachgeschoss als Polygontürmchen, um 1900 Geschützt nach § 2 DSchG |    |
| Weitere Bilder | Wohnhaus                                                                                         | Keckenhof 2                                                                                 | Im Kern mittelalterlich                            | Verputztes, dreigeschossiges Fachwerkgebäude, rundbogiges steinernes Eingangsgewände und Vorstoß. Im Kern mittelalterlich, mit Veränderungen um 1800 Geschützt nach § 2 DSchG |    |
| Weitere Bilder | Wohnhaus                                                                                         | Keckenhof 3                                                                                 | 1408                                               | Mehrgeschossig, teilweise freigelegtes Fachwerk, Bohlendecke. 1408 (d), Fachwerkaufbau im 17. Jahrhundert umgestaltet, mit Stadtmauerrest Geschützt nach § 2 DSchG |    |
| Weitere Bilder | Wohnhaus                                                                                         | Keckenhof 5                                                                                 | 1535                                               | Viergeschossig, giebelständig; teilweise freigelegtes Fachwerk mit drei Vorstößen, Balkenkopfreihen und Schmuckfachwerk im Giebel, 17. Jahrhundert, Dach 1535 (d), mit Stadtmauerrest Geschützt nach § 2 DSchG |    |
| Weitere Bilder | Wohnhaus                                                                                         | Keckenhof 6                                                                                 | 17./18. Jahrhundert                                | Eingeschossiges, giebelständiges Fachwerkgebäude, 17./18. Jahrhundert (weitgehend erneuert um 1990), mit Stadtmauerres Geschützt nach § 2 DSchG |    |
| Weitere Bilder | Ehemalige Stadtmühle mit Stauwehren, Mühlkanälen, Uferbefestigungen und Brücken (Sachgesamtheit) | Keckenhof 7, Steinerner Steg 10, Grasbödele, Großer Unterwöhrd, Kleiner Unterwöhrd (Gewann) | 1740, 1770                                         | Ehemalige Stadtmühle mit Stauwehren, Mühlkanälen, Uferbefestigungen und Brücken (Sachgesamtheit); Keckenhof 7 und Steinerner Steg 9, 10 (§ 28): Sogenannte Dorfmühle, bezeichnet mit 1770, seit 1893 Stadtmühle, zweigeschossiger Putzbau mit Satteldach. Deckengebälk über Erdgeschoss, 1740 (d); Grasbödele (§ 2), im 18. Jahrhundert zeitweise als Friedhof genutzt. § 28 Geschützt nach §§ 2, 28 DSchG |    |
|                | Wohnhaus                                                                                         | Kerfengasse 1                                                                               | Nach 1728                                          | Über mittelalterlichem Keller. Nach Stadtbrand 1728 wieder aufgebaut, mit Umgestaltungen im 19. Jahrhundert Geschützt nach § 2 DSchG |    |
| Weitere Bilder | Wohnhaus                                                                                         | Kerfengasse 2                                                                               | 1728                                               | Fachwerk, dreigeschossig, traufständig und verputzt. 1728 nach Stadtbrand wieder aufgebaut. Originale Substanz: Ecklisenen, steingerahmtes Portal mit Oberlichtgitter, kräftiges Traufgesims Geschützt nach § 2 DSchG |    |
| Weitere Bilder | Wohnhaus                                                                                         | Kerfengasse 3                                                                               | Nach 1728                                          | Fachwerk, dreigeschossig. Nach Stadtbrand 1728 wieder aufgebaut. Profilierte Vorstöße, konsolartige Balkenköpfe, geohrte Fensterrahmung, Traufgesims und Halbwalmdach Geschützt nach § 2 DSchG |    |
| Weitere Bilder | Wohnhaus                                                                                         | Kirchgasse 1                                                                                | 1499/1500                                          | Erbaut um 1499/1500 (d) Geschützt nach § 2 DSchG |    |
| Weitere Bilder | Wohnhaus                                                                                         | Kirchgasse 2                                                                                | 1387                                               | Fachwerkbau, zweigeschossig, giebelständig und verputzt. Kern mittelalterlich. Über Erdgeschoss markanter Vorstoß, lange Holzknaggen, schräger Kellerhals. 1387 (d) Geschützt nach § 2 DSchG |    |
| Weitere Bilder | Akademie der Künste                                                                              | Kirchgasse 7, 9                                                                             | um 1429/30                                         | Erbaut um 1429/30 (d) Geschützt nach § 2 DSchG |    |
|                | Wohnhaus                                                                                         | Kirchgasse 11                                                                               | wohl 17. Jahrhundert                               | Fachwerk-Wohnhaus (Ackerbürgerhaus?), zweigeschossig, giebelständig und verputzt, 2 schwache Vorstöße, Knaggen, hohes Satteldach, zwei Bohlendecken. Wohl 17. Jahrhundert, 1391 (d) Geschützt nach § 2 DSchG |    |
|                | Wohnhaus                                                                                         | Klingenweg 6                                                                                | vermutlich 15. Jahrhundert                         | Fachwerk-Wohnhaus, zweigeschossig und verputzt, Vorstoß auf langen Knaggen, asymmetrisch gruppierte Fensteröffnungen, hohes Dachgeschoss mit Halbwalm, wohl zum alten Dorfkern Unterlimpurg gehörend, vermutlich 15. Jahrhundert Geschützt nach § 2 DSchG |    |
| Weitere Bilder | Wohnhaus                                                                                         | Klingenweg 7                                                                                | im Kern 16./17. Jahrhundert                        | Fachwerk-Wohnhaus, zweigeschossig und verputzt. Ausgeprägter Vorstoß traufseitig, im Kern 16./17. Jahrhundert Geschützt nach § 2 DSchG |    |
| Weitere Bilder | Wirtshausausleger                                                                                | Klosterstraße 1                                                                             | um 1900                                            | Schmiedeeisern, solide gearbeitet, um 1900 Geschützt nach § 2 DSchG |    |
| Weitere Bilder | Ehemaliges „Gasthaus Krone“                                                                      | Klosterstraße 2                                                                             | Kern mittelalterlich, 17. Jahrhundert Umgestaltung | Viergeschossiges, giebelständiges Fachwerk-Wohnhaus, Sichtfachwerk im Giebel, ausgeprägter Vorstoß auf Knaggen, profilierte Vorstöße in den Ober- bzw. Dachgeschossen, Satteldach. Kern mittelalterlich, Zierfachwerk im Giebel, im 17. Jahrhundert umgestaltet Geschützt nach § 2 DSchG |    |
| Weitere Bilder | Ehemaliger Comburger Klosterhof                                                                  | Klosterstraße 5                                                                             | um 1500                                            | Fachwerkbau, beträchtliche Vorstöße, um 1500. Im Barock umgestaltet, Steinportal mit Oberlichtgitter 18. Jahrhundert. Im Kern romanischer Berlerhof Geschützt nach § 2 DSchG |    |
| Weitere Bilder | Schwan'sches Haus                                                                                | Klosterstraße 6                                                                             | 1718                                               | Dreigeschossiges, verputztes Fachwerk-Wohnhaus, Vorstoß und Mansarddach, 1718. Im Kern Reste des mittelalterlichen Berlerhofes, einer der sogenannten Siebenburgen, 1465 als Hans Reußens Turm erwähnt, 1490 als Spitals Turm, 1717 Uhlotscher Turm, 1718 eingestürzt Geschützt nach § 2 DSchG |    |
| Weitere Bilder | Giebelhaus mit Tordurchfahrt                                                                     | Klosterstraße 7                                                                             | im Kern mittelalterlich                            | Barockportal und Fachwerkgiebel im Kern mittelalterlich, Stuck und Fresken Geschützt nach § 28 DSchG |    |
| Weitere Bilder | Sogenanntes „Städtmeister-Haus“. Ehemaliger Kornspeicher, dann Wohnhaus der Städtmeister         | Klosterstraße 8 (Karte)                                                                     | 15. Jahrhundert                                    | Verputzter Fachwerkbau, Bohlendecke. 15. Jahrhundert, Umbauten im Barock Geschützt nach § 28 DSchG |    |
| Weitere Bilder | Wohnhaus                                                                                         | Klosterstraße 9                                                                             | Um 1600                                            | Dreigeschossiger verputzter Fachwerkbau mit vier Vorstößen. Spätgotische Stützen einer Laube. Bohlendecke im Inneren. Um 1600, mit Umbauten im 18. Jahrhundert, 1390 (d) Geschützt nach § 2 DSchG |    |
| Weitere Bilder | Wohnhaus                                                                                         | Klosterstraße 10                                                                            |                                                    | Sichtfachwerk mit Schopfwalm, Kellertüre bez. 1611 Geschützt nach § 28 DSchG |    |
| Weitere Bilder | Wohnhaus                                                                                         | Klosterstraße 11                                                                            |                                                    | Dreigeschossiger Bau mit einem profilierten Vorstoß, konstruktivem Fachwerk und Halbwalmdach |    |
| Weitere Bilder | Ehemalige Spitalscheune (Sachgesamtheit)                                                         | Kornhausstraße 4, 4/1, 6                                                                    | 1735                                               | Drei Giebelbauten mit Tordurchfahrten und Aufzugsfenstern. Nördliche Außenmauer mit Stadtmauerrest, 1735 (Sachgesamtheit) Geschützt nach § 2 DSchG |    |
| Weitere Bilder | Katholische Pfarrkirche St. Joseph                                                               | Kurzer Graben 1                                                                             | 1885–1886                                          | Dreischiffige Quaderbasilika mit seitlichem Turm. Entwurf: Bauinspektor Pfeifer, Architekt U. Pohlhammer. Neugotisch. 1885–1886 Geschützt nach § 2 DSchG |    |

#### L
| Bild           | Bezeichnung                                                                            | Lage                      | Datierung           | Beschreibung | ID |
| -------------- | -------------------------------------------------------------------------------------- | ------------------------- | ------------------- | --- | -- |
| Weitere Bilder | Wohnhaus                                                                               | Lange Straße 2            | Im Kern um 1422     | Verputztes Fachwerkgebäude. Zweigeschossig mit Vorstößen. Im Kern um 1422 (d), 1426 (d) Verlängerung Geschützt nach § 2 DSchG |    |
| Weitere Bilder | Wohnhaus                                                                               | Lange Straße 4            | 1394                | Traufständig. Wohnstube mit profilierter Bohlenbalkendecke. 1394 (d) Geschützt nach § 2 DSchG |    |
| Weitere Bilder | Wohnhaus                                                                               | Lange Straße 5            | 1672                | Verputztes Fachwerkgebäude. Traufständig, zweigeschossig mit Vorstoß über Erdgeschoss. Rundbogiges Türgelände, 1672 (d) Geschützt nach § 2 DSchG |    |
| Weitere Bilder | Wohnhaus                                                                               | Lange Straße 6            | 1408                | Traufständig. 1408 (d) Geschützt nach § 2 DSchG |    |
| Weitere Bilder | Wohnhaus                                                                               | Lange Straße 7            | 16. Jahrhundert     | Fachwerkgebäude. Traufständig, verputzt, zweigeschossig mit kräftigem Vorstoß. 16. Jahrhundert mit neuzeitlicher Veränderung, 1386 (d) Geschützt nach § 2 DSchG |    |
| Weitere Bilder | Wohnhaus                                                                               | Lange Straße 8            | 1394                | Giebelständig, verputztes Gebäude mit zweifach stehendem Dachstuhl, 1394 (d) Geschützt nach § 2 DSchG |    |
| Weitere Bilder | Wohnhaus mit Laden                                                                     | Lange Straße 9            |                     | Geschützt nach § 2 DSchG |    |
| Weitere Bilder | Geschnitzte Balken                                                                     | Lange Straße 10           | 1443                | An der Straßenfassade des Hauses sekundär verwendet. Mit Inschrift „Man soll Frauen loben, es sei wahr oder erlogen. Amen. Anno Domini 1443“ Geschützt nach § 2 DSchG |    |
| Weitere Bilder | Inschriftenstein                                                                       | Lange Straße 11           | 1598                | Mit Initialen P V, 1598 Geschützt nach § 2 DSchG |    |
| Weitere Bilder | Wohnhaus                                                                               | Lange Straße 14           | 1337                | Giebelständiges zweigeschossiges Fachwerkgebäude, 1337 (d) Geschützt nach § 2 DSchG |    |
| Weitere Bilder | Wohnhaus                                                                               | Lange Straße 16           | um 1380             | Giebelhaus, zweigeschossiges, verputztes Fachwerkgebäude, mit niedrigem Erdgeschoss und kräftigen Vorstößen, um 1380 Geschützt nach § 2 DSchG |    |
| Weitere Bilder | Wohnhaus (Geburtshaus des Malers Louis Braun, München)                                 | Lange Straße 20           | im Kern um 1390     | Dreigeschossiges, traufständiges Fachwerkgebäude mit Vorstoß, Balkenköpfe, lange Knaggen, 16. Jahrhundert, im Kern um 1390 (d) Geschützt nach § 2 DSchG |    |
| Weitere Bilder | Gasthaus „zur Tanne“                                                                   | Lange Straße 21           | 1426                | Zweigeschossiges, verputztes Fachwerkgebäude mit Vorstößen und langen geschnitzten Knaggen, 1426 (d) Geschützt nach § 2 DSchG |    |
| Weitere Bilder | Wohnhaus                                                                               | Lange Straße 22 (Karte)   | Spätmittelalter     | Zweigeschossiges, traufständiges, verputztes Fachwerkgebäude mit niedrigem Erdgeschoss, Vorstoß auf geschnitzter Knagge. Verblattungen, hohes Satteldach. Spätmittelalter Geschützt nach § 2 DSchG |    |
| Weitere Bilder | Wohnhaus                                                                               | Lange Straße 24           | im Kern 1347        | Traufständig. Weit auskragendes Obergeschoss mit Rest einer Bohlenbalkendecke von 1358 (d), im Kern 1347 (d). Dachgeschoss neu Geschützt nach § 2 DSchG |    |
| Weitere Bilder | Wohnhaus                                                                               | Lange Straße 26           | 1335                | Zweigeschossiges, traufständiges, verputztes Gebäude mit niedrigem Erdgeschoss und weit auskragendem Obergeschoss. Im rückseitigen Erdgeschoss gotisches Türgewände. 1335 (d), Dachkonstruktion in jüngerer Zeit erneuert Geschützt nach § 2 DSchG |    |
| Weitere Bilder | Wohnhaus                                                                               | Lange Straße 27           | 1430                | Verputztes Fachwerkgebäude mit Verblattungen, 16./18. Jahrhundert, 1430 (d) mit älteren Balken von 1299 (d) Geschützt nach § 2 DSchG |    |
| Weitere Bilder | Wohnhaus                                                                               | Lange Straße 29           | 1387                | Zweigeschossiges, verputztes Fachwerkgebäude mit giebelseitigem Vorstoß auf geschnitzten Knaggen. Im Obergeschoss kleinformatige, unregelmäßig verteilte Fenster, Bohlendecke. 1387 (d) Geschützt nach § 2 DSchG |    |
|                | Wohnhaus                                                                               | Lange Straße 30           | 1513                | Giebelständig verputztes Gebäude mit liegendem Dachstuhl und verzapften Holzverbindungen. Hölzerne Wendeltreppe ins Dachgeschoss führend. 1513 (d) Geschützt nach § 2 DSchG |    |
| Weitere Bilder | Wohnhaus (ursprünglich Einheit mit Nr. 33)                                             | Lange Straße 31           | 1421                | Traufständiges, zweigeschossiges, verputztes Fachwerkgebäude mit niedrigem Erdgeschoss und kräftigem Vorstoß auf profilierter Steinkonsole. 1421 (d) Geschützt nach § 2 DSchG |    |
| Weitere Bilder | Wohnhaus (ursprünglich Einheit mit Nr. 31)                                             | Lange Straße 33           | 1421                | Traufständiges zweigeschossiges verputztes Fachwerkgebäude mit niedrigem Erdgeschoss, Vorstoß auf leicht profilierter Steinkonsole und hohem Satteldach mit Traufgesims. 1421 (d) Geschützt nach § 2 DSchG |    |
| Weitere Bilder | Ehemalige Scheune                                                                      | Lange Straße 33/1         | 1406                | Traufständiges Gebäude, 1907 durch Teilabbruch verkleinert. 1406 (d) Geschützt nach § 2 DSchG |    |
| Weitere Bilder | Löwenbrauerei                                                                          | Lange Straße 35/1 (Karte) | Um 1900             | Viergeschossiger Backsteinbau mit Mittelturm. Entwurf Karl Eberhard, Architekt. 1900 ? Geschützt nach § 2 DSchG |    |
|                | Wohnhaus mit ehemaliger Schmiede                                                       | Lange Straße 36           | 1532                | Hauptbau: giebelständiger, zweigeschossiger, verputzter Fachwerkbau über massivem Erdgeschoss. Gewölbekeller mit Rundbogendurchgang aus Sandstein, liegender Dachstuhl mit Verblattungen. Im Erdgeschoss gebauchte, profilierte Mittelstütze (sog. Hallischer Bock). Zweiflügelige Holztüren aus dem späten 19. Jahrhundert. 1532 (d) Geschützt nach § 2 DSchG |    |
| Weitere Bilder | Evangelische Kirche St. Katharina                                                      | Lange Straße 38           | 1343, Langhaus 1895 | Chor (bezeichnet mit 1343) und Turm 13./14. Jahrhundert. Langhaus von Dolmetsch, 1895 Geschützt nach § 28 DSchG |    |
| Weitere Bilder | Wohn- und Geschäftshaus in Ecklage                                                     | Lange Straße 40           | 1898                | Dreieinhalbgeschossig mit Turmerker in Zierfachwerk. Dachgeschoss mit eiserner Wendeltreppe. Erd-/Ladengeschoss mit wiederverwendeten Resten des mittelalterlichen (?) Vorgängerbaus. Entwurf: Werkmeister J. Weiler, 1898 Geschützt nach § 2 DSchG |    |
| Weitere Bilder | Wohnhaus in Ecklage                                                                    | Lange Straße 41           | 1719                | Fachwerkhaus mit zwei ausgeprägten giebelseitigen Vorstößen und Satteldach. 1719 (d) Geschützt nach § 2 DSchG |    |
| Weitere Bilder | Wohnhaus                                                                               | Lange Straße 42           | 1385                | Giebelständiges, verputztes Gebäude mit weit auskragendem Obergeschoss. 1385 (d) Geschützt nach § 2 DSchG |    |
| Weitere Bilder | Wohnhaus                                                                               | Lange Straße 44           | 1383                | Giebelständiges, zweieinhalbgeschossiges, verputztes Fachwerkgebäude. „Handwerkgeschoss“ über dem Hauseingang, kräftiger Vorstoß auf Konsolen. Geohrte Fensterrahmung, 16. Jahrhundert, 1383 (d) Geschützt nach § 2 DSchG |    |
| Weitere Bilder | Wohnhaus                                                                               | Lange Straße 48           | 1863                | Wohnhaus: Traufständiges viergeschossiges Gebäude mit steinverkleidetem Erdgeschoss und reich verzierten gerahmten zusammengefassten Fensteröffnungen im Obergeschoss (z. T. Zwillingsfenster). 1863. Wintergartenanbau Geschützt nach § 2 DSchG |    |
| Weitere Bilder | Wohngebäude mit Anbau (heute Teil des Hällisch-Fränkischen Museums) - (Sachgesamtheit) | Lange Straße 49, 51       | 1470                | Traufständiges Kleinhaus (Nr. 49) von 1470 (d) mit rückseitigem Anbau, 1565 (d). Traufständiger südlicher Erweiterungsbau (Nr. 51) von 1579 (d). (Sachgesamtheit) Geschützt nach § 2 DSchG |    |
| Weitere Bilder | Gastwirtschaft zum „Blauen Bock“                                                       | Lange Straße 53           |                     | Geschützt nach § 2 DSchG |    |
|                | Ehemaliges „Gasthaus zur Eisenbahn“                                                    | Lange Straße 54 (Karte)   |                     | Geschützt nach § 2 DSchG | BW |
|                | Bürgerheim                                                                             | Langenfelder Weg 5        | 1923                | Verputzter viergeschossiger Bau mit vorgelagerter Pergola, zweigeschossiger Anbau und Dachgeschossausbauten. „Stuttgarter Schule“, 1923 Geschützt nach § 2 DSchG |    |
| Weitere Bilder | Gartenhäuschen mit anschließender Natursteinmauer (Sachgesamtheit)                     | Langer Graben 3, bei      | 19. Jahrhundert     | 19. Jahrhundert (Sachgesamtheit) Geschützt nach § 2 DSchG |    |
|                | Volksschule                                                                            | Langer Graben 10          | 1892                | Mittelbau und zwei Seitenflügeln, Portalrahmungen mit Dreiecksgiebel, Treppenhäuser mit großen rundbogigen Fenstern. Entwurf: Stadtbaumeister Kolb Geschützt nach § 2 DSchG |    |

#### M
| Bild           | Bezeichnung                               | Lage                   | Datierung            | Beschreibung | ID |
| -------------- | ----------------------------------------- | ---------------------- | -------------------- | --- | -- |
| Weitere Bilder | Engelapotheke                             | Marktstraße 2 (Karte)  | 1817                 | Verputztes klassizistisches Gebäude mit Fensterrahmungen, Traufgesims, Treppenanlage und barocker Engelfigur, 1817 Geschützt nach § 28 DSchG |    |
| Weitere Bilder | Wohnhaus                                  | Marktstraße 3          | um 1728              | Traufständiges, dreigeschossiges Gebäude mit Lisenen und Mittelrisalit, geohrte Fenster und verkröpftes Traufgesims. Erstes Obergeschoss mit Stuckdecke, um 1728 Geschützt nach § 2 DSchG |    |
| Weitere Bilder | Wohnhaus                                  | Marktstraße 4          | 1730                 | Verputztes barockes Gebäude, mit reich gestaltetem Erdgeschoss aus Sandstein, geohrte Fenster, Stuckdecken mit Fresken. 1730 Geschützt nach § 28 DSchG |    |
| Weitere Bilder | Wohnhaus                                  | Marktstraße 5          | 1729                 | Traufständiges Fachwerkgebäude mit Mansarddach und Stuckdecken, bezeichnet mit 1729 Geschützt nach § 28 DSchG |    |
| Weitere Bilder | Sandel'sches Haus                         | Marktstraße 9          | 1730                 | Verputztes barockes Gebäude mit Mansarddach. Reich gestaltetes Erdgeschoss aus Sandstein, Reliefdarstellungen der Vierjahreszeiten. 1730 Geschützt nach § 28 DSchG |    |
| Weitere Bilder | Stuckdecke                                | Marktstraße 15         | 1728                 | Im Wohnhaus, erstes Obergeschoss, Stuckdecke mit Netz und Bandelwerk, 1728 Geschützt nach § 2 DSchG |    |
| Weitere Bilder | Ehemals Gasthof „Zur Traube“              | Marktstraße 17         | 1897 Umgestaltung    | Putzbau in Ecklage, dreigeschossig, 1897 zur Gewerbebank umgestaltet (Oberamtsbaumeister Berner). Zweigeschossige tonnengewölbte Kellerräume mit rundbogigen profiliertem Türgewände und Quadermauerwerk, eventuell Turmreste der Stadtbefestigung; wohl 16. Jahrhundert Geschützt nach § 2 DSchG |    |
| Weitere Bilder | Brücken-Apotheke, ehemaliges Haus Meyding | Mauerstraße 1          | 1416                 | Verputzter Fachwerkbau mit Halbwalmdach, Vorstoß auf Knaggen, 16. und 19. Jahrhundert, 1416 (d) Geschützt nach § 28 DSchG |    |
| Weitere Bilder | Wohnhaus                                  | Mauerstraße 2          | 1470                 | Traufständiges, verputztes Gebäude, viergeschossig mit nachträgliche Dachanhebung zur Straße hin. Stehende Stuhlkonstruktion, zweites Dachgeschoss mit Türblättern des 16./17. Jahrhundert. 1470 (d) Geschützt nach § 2 DSchG |    |
| Weitere Bilder | Wohnhaus                                  | Mauerstraße 3          | 1435                 | Traufständiges, dreigeschossiges Gebäude, verputzt mit Auskragung zweites Obergeschoss, Knagge am linken Hausende. Rußgeschwärztes Dachwerk, reich verzierte Bohlenbalkendecke (Stube), gerade Bohlenbalkendecke (Kammer). 1435 (d) Geschützt nach § 2 DSchG |    |
| Weitere Bilder | Wohnhaus                                  | Mauerstraße 4          | 1435                 | Traufständiges, viergeschossiges Gebäude, verputzt mit Zwerchgiebel, 1435 (d) Geschützt nach § 2 DSchG |    |
| Weitere Bilder | Wohnhauskomplex                           | Mauerstraße 6          | 1448                 | Giebelständiges Wohnhaus (zur Mauerstraße hin). Giebelständiges Wohnhaus (zur Schlossergasse hin). 1448 (d) Geschützt nach § 2 DSchG |    |
| Weitere Bilder | Ehemaliges Gasthaus „Zur Glocke“          | Mauerstraße 9          | 16. Jahrhundert      | Sichtfachwerk mit großen Vorstößen und barockem Anbau. 16. Jahrhundert Geschützt nach § 28 DSchG |    |
| Weitere Bilder | Wohnhaus                                  | Mauerstraße 10         | 16. Jahrhundert      | Zweigeschossiges verputztes Fachwerkgebäude in Ecklage mit kräftigem Vorstoß auf geschnitzten Knaggen. 16. Jahrhundert Geschützt nach § 2 DSchG |    |
| Weitere Bilder | Wohnhaus                                  | Mauerstraße 12 (Karte) | 1385, Umbau 1590     | Zweigeschossiges Fachwerkgebäude auf erhöhtem Kellergeschoss. Zwei Vorstöße auf langen z. T. gebogenen Knaggen, ornamental geschnitzte Eckständer, Schmuckfachwerk im Wohngeschoss, Verblattungen, Walmdach und Balkendecke. 1385 (d), Umbau 1590 (d) Geschützt nach § 2 DSchG |    |
| Weitere Bilder | Wohnhaus                                  | Mauerstraße 13         | 1543                 | Giebelständiges Wohnhaus mit Sichtfachwerkkonstruktion (Straßenseite), 1543 (d) Geschützt nach § 2 DSchG |    |
| Weitere Bilder | Wohnhaus                                  | Mauerstraße 14         | 1462                 | Giebelständiges und zweigeschossiges Fachwerkgebäude mit überblattetem liegendem Stuhl, 1462 (d) Geschützt nach § 2 DSchG |    |
| Weitere Bilder | Wohnhaus                                  | Mauerstraße 15         | 1446                 | Traufständiges, dreigeschossiges Fachwerkgebäude, Vorstöße auf langen geschnitzten Knaggen, Verblattungen (1. OG), zum Teil doppelte Fußbüge und Doppelständer (2. OG). 1446 (d) Geschützt nach § 2 DSchG |    |
| Weitere Bilder | Wohnhaus                                  | Mauerstraße 18         | wohl 17. Jahrhundert | Zweigeschossiges Fachwerkgebäude in Ecklage mit giebelseitigem Vorstoß und Wappen, schmiedeeiserner Ausleger, wohl 17. Jahrhundert Geschützt nach § 2 DSchG |    |
| Weitere Bilder | Wohnhaus                                  | Mauerstraße 20         | 1347                 | Wohnhaus mit Nebengebäude (ehemals Lagerfunktion) und doppelter Kelleranlage. Hauptgebäude, 1347 (d), im 18. Jahrhundert erhöht. Nebengebäude, 1540 (d) Geschützt nach § 2 DSchG |    |
| Weitere Bilder | Wohnhaus                                  | Mauerstraße 21         | 16. Jahrhundert      | Dreigeschossiger verputzter Fachwerkbau. Zwei Vorstöße auf kräftigen Knaggen, Türrahmung mit Keilstein (Gerberzunftzeichen), 16. Jahrhundert Geschützt nach § 2 DSchG |    |
| Weitere Bilder | Wohnhaus                                  | Mohrenstraße 1         |                      | Das dreigeschossige Fachwerkwohnhaus entstand nach dem Stadtbrand von 1728. Über dem neuzeitlichen Erdgeschoss zeigen die Obergeschosse konstruktives Fachwerk, profilierte Fußschwellen und Traufgesims, ein Zwerchhaus mit Satteldach und reich profiliertem Gesimsband. Die Fassade zeigt das charakteristische Erscheinungsbild eines Haller Fachwerkhauses des 18. Jh. Geschützt nach § 2 DSchG  |    |
|                | Wohnhaus                                  | Mohrenstraße 1         |                      | Das dreigeschossige Fachwerkwohnhaus entstand nach dem Stadtbrand von 1728. Über dem neuzeitlichen Erdgeschoss zeigen die Obergeschosse konstruktives Fachwerk, profilierte Fußschwellen und Traufgesims, ein Zwerchhaus mit Satteldach und reich profiliertem Gesimsband. Die Fassade zeigt das charakteristische Erscheinungsbild eines Haller Fachwerkhauses des 18. Jh. Geschützt nach § 2 DSchG  |    |
| Weitere Bilder | Landratsamt                               | Münzstraße 1, 3        | 1977–1980            | Drei- bis fünfgeschossiger Baukörper in Zeilenbauweise mit Innenhöfen und Freitreppe, 1977–1980 nach Plänen von Fred Angerer errichtet. Zählt zu den frühen Beispielen des bewussten Bauens im Bestand, hier unter Einbeziehung der Stadtmauer. Verwendung von modernen Materialien wie backsteinverkleidete Stahlbetonstützen und dunkle Aluminiumkonsolen als Balkonträger Geschützt nach § 2 DSchG |    |

#### N
| Bild           | Bezeichnung                                                             | Lage                         | Datierung                  | Beschreibung | ID |
| -------------- | ----------------------------------------------------------------------- | ---------------------------- | -------------------------- | --- | -- |
| Weitere Bilder | Wohnhaus                                                                | Neue Reifensteige 24         | 2. Hälfte 19. Jahrhundert  | Zweigeschossiges Gebäude in Hanglage. Angebaute zweigeschossige Veranda mit Rundbogenfenster und Putzornamenten, schmiedeeiserne Vorgartenumzäunung, 2. Hälfte 19. Jahrhundert Geschützt nach § 2 DSchG |    |
| Weitere Bilder | Städtisches Wasserwerk (wohl Pumpstation)                               | Neue Reifensteige 27         | 1907                       | Städtisches Wasserwerk (wohl Pumpstation), 1907 Geschützt nach § 2 DSchG |    |
| Weitere Bilder | Wohn- und Geschäftshaus                                                 | Neue Straße 2                | um 1900                    | Traufständiges, zweigeschossiges Gebäude. Im Innern: Balustergeländer, Blocktreppe, Stuckkehlen und Füllungstüren um 1900 (1. OG), figürliche Stuckdecke und barocke Türen (2. OG). Keller wohl vom mittelalterlichen Vorgängerbau. 18. Jahrhundert Geschützt nach § 2 DSchG                                                       |    |
| Weitere Bilder | Wohnhaus, ehemalige Gastwirtschaft „Zum Kurfürsten“                     | Neue Straße 3                | 18. Jahrhundert            | Traufständiges, dreigeschossiges Fachwerkgebäude. Konstruktives Fachwerk und kassettiertes profiliertes Traufgesims. 18. Jahrhundert Geschützt nach § 2 DSchG |    |
| Weitere Bilder | Wohnhaus                                                                | Neue Straße 4                | 18. Jahrhundert            | Dreigeschossiges, verputztes Fachwerkgebäude mit Zwerchhaus, Mansarddach, leichtem Vorstoß und profiliertem Traufgesims. 18. Jahrhundert Geschützt nach § 2 DSchG |    |
| Weitere Bilder | Geschäftshaus (des Buchhändlers Ferd), ehemalige Staibsche Buchhandlung | Neue Straße 5                | 1872                       | Verputztes Gebäude in Ecklage mit Schaufenstergestaltung der Neurenaissance. Gequaderte Ecklisenen, flache Pilaster mit Blumen- und Kranzmotiven und Stützgebälk mit Keilstein. 1872 Geschützt nach § 2 DSchG |    |
| Weitere Bilder | Hausfigur                                                               | Neue Straße 10               | 19. Jahrhundert            | Aus Holz gearbeitete polychrome Mohrenfigur (symbolisiert den Apothekerberuf). 19. Jahrhundert Geschützt nach § 2 DSchG |    |
| Weitere Bilder | Stuckdecke                                                              | Neue Straße 18               | um 1730                    | im zweiten Obergeschoss, um 1730 Geschützt nach § 2 DSchG |    |
| Weitere Bilder | Wohnhaus, ehemaliges Gasthaus, Haus Dauch                               | Neue Straße 21, 23           | 1. Hälfte 19. Jahrhundert  | Dreigeschossiges, verputztes Fachwerkgebäude mit zwei leicht profilierten Vorstößen und Traufgesims, Mittelrisalit und schmiedeeiserner Ausleger. 1. Hälfte 19. Jahrhundert. (An dieser Stelle stand bis zum Stadtbrand ein Steinhaus, der so genannte Scheursche Turm.) Geschützt nach § 2 DSchG                                  |    |
| Weitere Bilder | Gasthaus „Drei König“                                                   | Neue Straße 25, Sulengasse 1 | Mitte 18. Jahrhundert      | Dreigeschossiges, zum Teil freigelegtes Fachwerkgebäude mit geohrten Fensterrahmen, genuteten Ecklisenen, reich profilierten Fußschwellen und Traufgesims unter Mansarddach, Dachgauben, gusseiserner Ausleger (1888). Samt Nebengebäude, Brauerei mit Gastzimmern im Obergeschoss. Mitte 18. Jahrhundert Geschützt nach § 2 DSchG |    |
| Weitere Bilder | Wohnhaus                                                                | Neue Straße 26               | 1. Viertel 19. Jahrhundert | Traufständiges, dreigeschossiges, verputztes Fachwerkgebäude mit schwachem Vorstoß im Obergeschoss, Mezzaningeschoss (1. Viertel 19. Jahrhundert) und Satteldach mit Schleppgauben, 18. Jahrhundert Geschützt nach § 2 DSchG |    |
|                | Gartenhaus                                                              | Neumäuerstraße 21            |                            | |    |
| Weitere Bilder | Wohnhaus, ehemaliger Beginenhof und Wilhelmsanstalt                     | Nonnenhof 4                  | 1512                       | Dreigeschossiges, verputztes Fachwerkgebäude mit zwei schwachen Vorstößen und hohem, einseitigen Halbwalmdach, Bohlenstube mit Bohlendecke, weitere Bohlenstube. 1512 (d) Geschützt nach § 2 DSchG |    |

#### O
| Bild           | Bezeichnung                                          | Lage                  | Datierung                  | Beschreibung | ID |
| -------------- | ---------------------------------------------------- | --------------------- | -------------------------- | --- | -- |
| Weitere Bilder | Ehemaliges Wohnhaus des Rabbiners Dr. J. Berlinger   | Obere Herrngasse 1    | 1838                       | Zweigeschossiges, verputztes Gebäude mit symmetrischer Fassadengliederung, Rundbogenportal und Zwerchgiebel. 1838 Geschützt nach § 2 DSchG |    |
| Weitere Bilder | Wohnhaus                                             | Obere Herrngasse 3    | 1831–1837                  | Giebelständiges, dreigeschossiges, verputztes Fachwerkgebäude mit kräftigem Vorstoß auf profilierten Steinkonsolen. Im Kern 16. Jahrhundert, 1831–1837 (d), kaum ältere Reste Geschützt nach § 2 DSchG                                                                               |    |
| Weitere Bilder | Wohnhaus                                             | Obere Herrngasse 5    | 1493                       | Verputztes Fachwerkgebäude mit Vorstoß auf Steinkonsolen, Wappen. 1493 (d) Geschützt nach § 2 DSchG |    |
| Weitere Bilder | Wohnhaus                                             | Obere Herrngasse 6    |                            | |    |
| Weitere Bilder | Sogenanntes Mörikehaus, Wohnhaus                     | Obere Herrngasse 7    | 1448                       | Verputztes Fachwerkgebäude mit Vorstößen, barocke, geohrte Fenster, Türgewände und Türblatt. 1448 d Geschützt nach § 28 DSchG |    |
| Weitere Bilder | Ehemaliger jüdischer Betsaal mit Laden und Wohnungen | Obere Herrngasse 8    | 1. Viertel 19. Jahrhundert | Zweigeschossiges Gebäude mit rundbogigem Eingang und Fensteröffnungen im Erdgeschoss. Kräftiges Gesimsband, schmales Obergeschoss, Traufgesims mit Plaketten und Zwerchband. 1. Viertel 19. Jahrhundert Geschützt nach § 2 DSchG                                                     |    |
| Weitere Bilder | Wohnhaus                                             | Obere Herrngasse 9    | 1404                       | Verputztes Fachwerkgebäude mit starken Vorstößen, steilem Wendeltreppenturm, profiliertes Traufgesims. 15./18. Jahrhundert. Haus an der Gasse, 1404 (d); Treppenturm, 1578 (d); Laubenbau, 1683 (d). (ehemalige dazugehörige Scheune, siehe Pfarrgasse 14) Geschützt nach § 28 DSchG |    |
| Weitere Bilder | Wohnhaus                                             | Obere Herrngasse 10   |                            | |    |
| Weitere Bilder | Wohnhaus                                             | Obere Herrngasse 11   | 1392                       | Verputztes Fachwerkgebäude mit starken Vorstößen, geschnitzten Knaggen, Schopfwalmdach und Reste von Sgraffitomalerei. Gerüst einschließlich Dach, 1392 (d), bezeichnet mit 1508 bzw. 1597 Geschützt nach § 2 DSchG                                                                  |    |
| Weitere Bilder | Wohnhaus                                             | Obere Herrngasse 12   | 1590, 1688                 | Teilverputztes Fachwerkgebäude auf Steinsockel mit barocker Umgestaltung im Erdgeschoss, bezeichnet mit 1590 bzw. 1688 Geschützt nach § 2 DSchG |    |
| Weitere Bilder | Sogenanntes Engelhardt-Haus                          | Obere Herrngasse 13   | 1578, 1688                 | Fachwerk-Wohnhaus mit Altane, Zierfachwerk, Sandsteinbrüstung und Wappenkartuschen. bezeichnet mit 1578 bzw. 1688 Geschützt nach § 28 DSchG |    |
| Weitere Bilder | Wohnhaus                                             | Obere Herrngasse 14   | 1570 und 1776              | Verputztes Fachwerkgebäude in Kopflage mit Schopfwalm, Knaggen, Buckelquader und gotischem Türgelände. Bezeichnet mit 1570 und 1776 Geschützt nach § 28 DSchG |    |
| Weitere Bilder | Wohnhaus                                             | Obere Herrngasse 15   | 1494                       | Dreigeschossiges verputztes Fachwerkgebäude in Hanglage mit Steinsockel (Buckelquader), Vorstoß und Halbwalmdach. Im Kern spätmittelalterlich, 1494 (d). Geschützt nach § 2 DSchG |    |
|                | Ehemaliges Sommerhaus                                | Obere Herrngasse 15/1 | 1529                       | Hinterhaus, 1529 (d) Geschützt nach § 2 DSchG |    |
| Weitere Bilder | Wohnhaus                                             | Obere Herrngasse 17   |                            | |    |
|                | Ruine Oberlimpurg                                    | Oberlimpurg           | 1529, 1575 abgebrochen     | Mittelalterliche Burgruine, frühgeschichtliche Wallanlage, 1529, 1575 durch die Stadt Hall abgebrochen Geschützt nach § 28 DSchG |    |

#### P
| Bild           | Bezeichnung                                | Lage                  | Datierung                                            | Beschreibung | ID |
| -------------- | ------------------------------------------ | --------------------- | ---------------------------------------------------- | --- | -- |
| Weitere Bilder | Fachwerk-Wohnhaus                          | Pfarrgasse 3          | Um 1430                                              | Dreieinhalbgeschossig, drei Vorstöße, profilierte Knaggen, hohes Satteldach, Bohlenstube mit Bohlendecke. Um 1430 (d) Geschützt nach § 2 DSchG                                                                                              |    |
| Weitere Bilder | Fachwerkgebäude                            | Pfarrgasse 6          | um 1380                                              | Bohlenbalkendecke (EG), barocke Kassettendecke (OG), großer Gewölbekeller mit darüberliegendem Flachkeller, rückseitiger Anbau mit angeblatteten Streben, Farbfassungen, um 1380 (d) Geschützt nach § 2 DSchG                               |    |
| Weitere Bilder | Wohnhaus                                   | Pfarrgasse 7          | 1390/91                                              | Erbaut um 1390/91 (d) Geschützt nach § 2 DSchG |    |
| Weitere Bilder | Handwerkerhaus                             | Pfarrgasse 9          | 1337, 1578                                           | 1337 (d), Bohlenstube mit bemalter Bohlendecke, 1578 (d) Geschützt nach § 2 DSchG |    |
| Weitere Bilder | Präzeptoratsgebäude                        | Pfarrgasse 12 (Karte) | um 1460                                              | Fachwerkbau mit Vorstößen, Knaggen, Verblattungen, Halbwalmdach, um 1460 (d) Geschützt nach § 28 DSchG |    |
| Weitere Bilder | Fachwerk-Wohnhaus                          | Pfarrgasse 15         | wohl 15. Jahrhundert, 18. Jahrhundert (Umgestaltung) | Dreigeschossiges, verputztes und profiliertes Traufgesims, hohes Walmdach mit Dachhäuschen, kräftige Vorstöße. Im Kern wohl 15. Jahrhundert, Umgestaltungen im 18. Jahrhundert Geschützt nach § 2 DSchG                                     |    |
| Weitere Bilder | Wohnhaus                                   | Pfarrgasse 17         | wohl um 1800                                         | Dreigeschossiges Halbwalmhaus, strenge Fensterreihung, wohl 1800. Zweiflügelige Haustür mit profilierter Rahmung und Oberlicht, reich verziertes Doppeltürblatt, originale Türknöpfe und Schlossbeschläge, um 1800 Geschützt nach § 2 DSchG |    |
| Weitere Bilder | Ehemaliges evangelisches Dekanat/Pfarrhaus | Pfarrgasse 18         | um 1525                                              | Fachwerkbau, barock umgestaltet. Wohnsitz des Reformators J. Brenz, um 1525 (d) Geschützt nach § 2 DSchG |    |

#### R
| Bild           | Bezeichnung                                                                          | Lage                                 | Datierung       | Beschreibung | ID |
| -------------- | ------------------------------------------------------------------------------------ | ------------------------------------ | --------------- | --- | -- |
|                | Rippergbrücke, sogenannte Arche                                                      | Ripperg (Karte)                      | 19. Jahrhundert | Hölzerne, überdachte Fußgängerbrücke über den Kocher. 19. Jahrhundert Geschützt nach § 2 DSchG                                                                                              | BW |
|                | Ehemalige Baumwollspinnerei Churr und Söhne, später Held und Teufel (Sachgesamtheit) | Ripperg 1, 3, 5, 6, 7, 8, 12 (Karte) | wohl um 1800    | Gebäudegruppe nördlich der Stadt. Zweigeschossiges, profiliertes, verputztes Traufgesims. Frühes 19./Anfang 20. Jahrhundert, im Kern wohl um 1800 (Sachgesamtheit) Geschützt nach § 2 DSchG | BW |
|                | Ehemaliger Lokschuppen                                                               | Ritterstraße 5                       | 19. Jahrhundert | Sichtbackstein, 19. Jahrhundert Geschützt nach § 2 DSchG |    |
| Weitere Bilder | Sogenanntes Thomas-Schweiker-Haus                                                    | Rosenbühl 2                          | 15. Jahrhundert | Steinhaus aus dem 15. Jahrhundert, Fachwerkaufsatz des nachfolgenden Jahrhunderts, Vorstoß mit Balkenkopfreihe, konstruktives Fachwerk Geschützt nach § 2 DSchG                             |    |
| Weitere Bilder | Neubau                                                                               | Rosenbühl 14                         | 1527            | Ehemaliges Büchsenhaus, ab 1803 Fruchtkasten, Wappenrelief, bezeichnet mit 1527, Steinbau mit Steildach Geschützt nach § 28 DSchG                                                           |    |

#### S
| Bild           | Bezeichnung                            | Lage                            | Datierung                                                         | Beschreibung | ID |
| -------------- | -------------------------------------- | ------------------------------- | ----------------------------------------------------------------- | --- | -- |
| Weitere Bilder | Ehemaliges Armen- und Krankenhaus      | Salinenstraße 44                |                                                                   | Geschützt nach § 2 DSchG |    |
|                | Wohnhaus                               | Schlossergasse 1                | 1594                                                              | Traufständiger verputzter Renaissancebau, Erkerbauten, hohe profilierte Balken. Barockes, zweiflügeliges Portal mit profiliertem Steingewände. 1594 (d). 1900 Dacherhöhung Geschützt nach § 2 DSchG |    |
| Weitere Bilder | Brunnen (am ehemaligen Milchmarkt)     | Schulgasse (Karte)              | 1756                                                              | Mit achteckigem gusseisernem Trog und steinerner Säule mit Vase. Reich verziert, bezeichnet mit 1756 Geschützt nach § 2 DSchG |    |
|                | Kelleranlagen                          | Schulgasse 8, 10                | Mittelalter                                                       | Drei parallele tonnengewölbte mittelalterliche Keller unter Häusern aus dem 18. Jahrhundert Geschützt nach § 2 DSchG |    |
| Weitere Bilder | Ehemalige Gastwirtschaft „Zum Rössle“  | Schulgasse 16                   | Nach 1728                                                         | Fachwerk-Wohnhaus. Dreigeschossiges Gebäude in Ecklage. Sandstein-Erdgeschoß, Fachwerk-Obergeschosse mit K- und Rautenmotiven und hohem Walmdach. Erbaut nach dem Stadtbrand von 1728 Geschützt nach § 2 DSchG |    |
| Weitere Bilder | Wohnhaus                               | Schwatzbühlgasse 4              | Nach 1728                                                         | Fachwerk-Wohnhaus. Dreigeschossiges, giebelständiges Gebäude mit vier ausgeprägten Vorstößen. Fachwerk mit typischen K-Motiven. Erbaut nach dem Stadtbrand von 1728 Geschützt nach § 2 DSchG |    |
|                | Wohnhaus                               | Schwatzbühlgasse 8              | Nach 1728                                                         | Fachwerk-Wohnhaus. Dreigeschossiges, traufständiges Wohnhaus mit konstruktivem Fachwerk, profilierten Fußschwellen und reich profiliertem Traufgesims. Erbaut nach dem Stadtbrand von 1728 Geschützt nach § 2 DSchG |    |
|                | Wohnhaus                               | Schwatzbühlgasse 10             | Nach 1728                                                         | Fachwerk-Wohnhaus. Zweigeschossiges, traufständiges Wohnhaus mit konstruktivem Fachwerk, profilierten Fußschwellen und reich gestaltetem Traufgesims. Zwerchhaus. Erbaut nach dem Stadtbrand von 1728 Geschützt nach § 2 DSchG |    |
| Weitere Bilder | Wohnhaus                               | Schwatzbühlgasse 12             | Nach 1728, Laden 1899                                             | Dreigeschossiges, traufständiges, verputztes Gebäude, nach Stadtbrand von 1728. Ladeneinbau 1899. Kräftiges Traufgesims, markantes Zwerchhaus, profiliertes Gesims Geschützt nach § 2 DSchG |    |
|                | Wohnhaus                               | Schwatzbühlgasse 16             | nach 1728                                                         | Dreigeschossiges, verputztes Gebäude in Ecklage, nach 1728 erstellt. Barocke Fachwerkarchitektur. Im Obergeschoss schwache Vorstöße, auf Konsolen, geohrte Fenster, Mansard- und Halbgiebeldächer Geschützt nach § 2 DSchG |    |
|                | Amts- und Wohngebäude (Sachgesamtheit) | Seiferheldstraße 19, 21, 23, 25 | 1925                                                              | Viergeschossige Gebäude, 1925, symmetrische Fassaden, polygonale Erker, vorkragendes Traufgesims mit Walmdächern und Dachhäuschen. Stuttgarter Schule (Sachgesamtheit) Geschützt nach § 2 DSchG |    |
| Weitere Bilder | Gastwirtschaft „Zum Posthörnle“        | Sparkassenplatz 3 (Karte)       | Nach 1728                                                         | Dreigeschossiger Fachwerkbau. Aufwändiges Beispiel barocker Fachwerk-Wohnbauweise. Erdgeschosszone massiv mit Quadereckpilastern, steingerahmten, geohrten Fenstern. Reich profilierte Fußschwellen, ornamental geschnitzte Eckständer, geohrte Fenstergewände und K-Motive. Nach dem Stadtbrand von 1728 errichtet Geschützt nach § 2 DSchG              |    |
|                | Ehemalige Post (Postablage-Bureau)     | Sparkassenplatz 4 (Karte)       |                                                                   | | BW |
| Weitere Bilder | Sogenannte Siedersburg                 | Sparkassenplatz 9, Haalstraße 4 | Nach 1728 Umgestaltung                                            | Dreigeschossiges, romanisches Steinhaus in Ecklage, nach dem Stadtbrand von 1728 barock umgestaltet: Türöffnungen im Erdgeschoss, Mansarddach. (Sachgesamtheit) Geschützt nach § 2 DSchG |    |
|                | Arbeiterwohnhaus                       | Spitalmühlenstraße 25           | 19. Jahrhundert                                                   | Zweigeschossiger Ziegelbau mit Eingangsrisalit, verbrettertem Dachgeschoss. 19. Jahrhundert Geschützt nach § 2 DSchG |    |
| Weitere Bilder | Handwerkerhaus                         | Sporersgasse 1                  | Um 1738                                                           | Um 1738 für den Schneider Johann Jakob Frey Geschützt nach § 2 DSchG |    |
|                | Verwaltungsgebäude                     | Steinbacher Straße 23           | 1897                                                              | Dreieinhalbgeschossiger Backsteinbau, Walmdach; rustiziertes Erdgeschoss, reich gegliederte Fassade, 1897 Geschützt nach § 2 DSchG |    |
|                | Villa                                  | Steinbacher Straße 37           | um 1900                                                           | Zweigeschossig, um 1900 Geschützt nach § 2 DSchG |    |
| Weitere Bilder | Brücke                                 | Steinerner Steg                 | im Kern 1516                                                      | Fünfbogige Sandsteinbrücke, im Kern 1516 Geschützt nach § 2 DSchG |    |
| Weitere Bilder | Sogenannter Entenbäck                  | Steinerner Steg 1               |                                                                   | |    |
| Weitere Bilder | Erdgeschoss                            | Steinerner Steg 3               |                                                                   | Erdgeschosszone eines dreigeschossigen, verputzten Gebäudes, profilierte Steinrahmungen der Eingänge, bez. 1794 Geschützt nach § 2 DSchG |    |
| Weitere Bilder | Wohnhaus                               | Steinerner Steg 4               | Gerüst dendrochronologisch datiert auf 1430/31, Umbau Giebel 1525 | |    |
| Weitere Bilder | Haus des Salinendirektors Thon         | Steinerner Steg 5               | 18. Jahrhundert                                                   | Dreigeschossiges Fachwerk-Wohnhaus in Ecklage. Zweiflügelige Haustür, kunsthandwerklich qualitätvolle Arbeit. 18. Jahrhundert Geschützt nach § 2 DSchG |    |
| Weitere Bilder | Wohnhaus                               | Steinerner Steg 6               | spätes 17. Jahrhundert                                            | Dreigeschossig, mittelalterlicher tonnengewölbter Keller, steingerahmte Fensteröffnungen, Eckquaderung, Fachwerkaufsatz mit Schmuckfachwerk im Dachgeschoss, spätes 17. Jahrhundert. Östliche Giebelseite 19. Jahrhundert. Inschrifttafel von 1570. Stadtbefestigung der Kernstadt, wohl um 1156 bis ca. 1250 Geschützt nach § 2 DSchG                    |    |
| Weitere Bilder | Ehemalige Sulmeisterburg               | Steinerner Steg 7               | um 1600                                                           | Romanisches Steinhaus mit Resten einer Hauskapelle, Fachwerk-Aufsatz mit Schopfwalmdach, um 1600; mit Stadtmauerrest, [Teil der] Stadtbefestigung der Kernstadt, wohl um 1156 bis ca. 1250 Geschützt nach § 28 DSchG |    |
| Weitere Bilder | Ehemaliges Judenbad (?)                | Steinerner Steg 8               | 1711                                                              | Dreigeschossiges, verputztes giebelständiges Fachwerk-Wohnhaus unter Verwendung der mittelalterlichen Stadtmauer. Gotisches Türgewände, drei Vorstöße, zum Teil auf Knaggen (Fachwerkaufsatz bezeichnet mit 1711), Satteldach. Wohl an Stelle des ehemaligen Judenbades. (Innen durch Einbau Treppenhaus und Fahrstuhl erneuert) Geschützt nach § 2 DSchG |    |

#### T
| Bild | Bezeichnung                                          | Lage                            | Datierung       | Beschreibung                                              | ID |
| ---- | ---------------------------------------------------- | ------------------------------- | --------------- | --------------------------------------------------------- | -- |
|      | Ehemaliger herrschaftlicher Gutshof (Sachgesamtheit) | Teurerweg 2, 2/1, 2/2, 2/3, 2/4 | 17. Jahrhundert | 17. Jahrhundert (Sachgesamtheit) Geschützt nach § 2 DSchG |    |

#### U
| Bild           | Bezeichnung                                                                 | Lage                             | Datierung                                   | Beschreibung | ID |
| -------------- | --------------------------------------------------------------------------- | -------------------------------- | ------------------------------------------- | --- | -- |
| Weitere Bilder | Bäckereiwirtschaft Schuhbäck                                                | Untere Herrngasse 1              | 1370, um 1900 (Ausleger)                    | Dreigeschossiges Fachwerk-Wohnhaus auf Steinsockel in Ecklage, starker Vorstoß über Erdgeschoss, abgefaste Ecke, Inschrifttafel Bohlendecke. Im Kern mittelalterlich, 1370 (d), Fachwerkobergeschosse 18. Jahrhundert. Kunstvoller schmiedeeiserner Ausleger, um 1900. Geschützt nach § 2 DSchG |    |
| Weitere Bilder | Feyerabent- und Dreikönig-Haus                                              | Untere Herrngasse 2 (Karte)      | 1289                                        | Dreigeschossiges Fachwerk-Doppelhaus in Kopflage, ausgeprägte Vorstöße, lange, profilierte Knaggen, Verblattungsspuren. Schmuckfachwerk im Giebel. Im Kern mittelalterlich, Vorderhaus 1289 (d), Hinterhaus 1395 (d), im 17. Jahrhundert umgestaltet Geschützt nach § 2 DSchG |    |
| Weitere Bilder | Beyschlag-Haus                                                              | Untere Herrngasse 4              | Spätmittelalter, Barock (Umgestaltung)      | Fachwerk-Wohnhaus in Ecklage, dreigeschossig und verputzt. Spätmittelalterliche Ursprünge, gemauertes Erdgeschoss, geohrtes, steinernes Türgewände mit Keilsteinfragment, barocke Umgestaltung Geschützt nach § 2 DSchG |    |
| Weitere Bilder | Wohnhaus                                                                    | Untere Herrngasse 5              | wohl Spätmittelalter                        | Fachwerk-Wohnhaus. Dreigeschossig, giebelständig und verputzt, im Kern wohl Spätmittelalter. Dachgeschoss mit Schmuckfachwerk 17. Jahrhundert, Vorstoß auf Knaggen. Barocke steinerne Türgewände mit Wappenkartusche, 18. Jahrhundert. 1298 (d), 1400 (d) Geschützt nach § 2 DSchG |    |
| Weitere Bilder | Wohnhaus                                                                    | Untere Herrngasse 6              | um 1500                                     | Fachwerk-Wohnhaus. Zwei- bzw. dreigeschossiges Gebäude in Hanglage, Steingeschoss, ausgeprägte Vorstöße, lange geschwungene Knaggen, Verblattungen, hohes Satteldach, um 1500. 1397 (d), 1471 (d) Geschützt nach § 2 DSchG |    |
| Weitere Bilder | Feyerabend-Haus                                                             | Untere Herrngasse 7              | wohl 1518/19, Kernbau 1401                  | Dreigeschossiges, giebelständiges verputztes Fachwerk-Wohnhaus, zwei Vorstöße, lange Knagge. Balkenköpfe im Obergeschoss, hohes Satteldach, wohl 1518/19. Kernbau 1401 (d) Geschützt nach § 2 DSchG |    |
| Weitere Bilder | Keckenburg (Sachgesamtheit)                                                 | Untere Herrngasse 8, 10, 12      | Mittelalter                                 | Keckenburg (Nr. 8, 10): Mittelalterliches Steinhaus, gotisches Gewände, Fachwerkaufsatz, rückwärtig Verblattungen mit Schwertung, 15. Jahrhundert. Anbau verputzter Fachwerkbau, Mansarddach, zwei Rokokotürgewände, Fensterkörbe, 18. Jahrhundert. Deckenbalkenlagen im Steinturm 1238–1241 (d), Unterzug mit Mittelstützen 1281 (d), Aufstockung Fachwerk 1508 (d). Fachwerkbau (Nr. 12 - heute Museum), zum Teil verputzt, Giebel Zierfachwerk, um 1600. Rautenförmig aufgedoppeltes Türblatt, originale Beschläge, steinernes Türgewände, bezeichnet mit 1730 (Sachgesamtheit) Geschützt nach § 28 DSchG |    |
| Weitere Bilder | Ehemaliges Gartenhaus                                                       | Unterlimpurger Straße 3          | Um 1850                                     | Zweigeschossiges, giebelständiges verputztes Gebäude, Quader-Erdgeschoss, Ecklisenen, Gurtband, axiale Fensterreihung. Um 1850, Dacherneuerung um 1935. Dazugehörig ehem. Gartenhaus mit Remise. (Sachgesamtheit) Geschützt nach § 2 DSchG |    |
| Weitere Bilder | Ehemaliges Pfarrhaus                                                        | Unterlimpurger Straße 5          | 18. Jahrhundert                             | Verputzter Fachwerkbau mit seitlichem Anbau, Sandsteinportal mit Volutengiebel, Türblatt, 18. Jahrhundert, mit älterem Kern, um 1545 (d) Geschützt nach § 28 DSchG |    |
| Weitere Bilder | Ehemaliges Amtsgericht                                                      | Unterlimpurger Straße 7          | 1575, Anfang 19. Jahrhundert (Umgestaltung) | Fachwerkhaus, verputzt, turmartiger Anbau, Relief mit Wappenschildern, bezeichnet mit 1575, umgestaltet Anfang 19. Jahrhundert, Türblätter Geschützt nach § 28 DSchG |    |
| Weitere Bilder | Amtsgericht                                                                 | Unterlimpurger Straße 8          | wohl 1901                                   | Dreigeschossiges, [neu]barockes Gerichtsgebäude. Symmetrisch gegliederte Längsfassaden, Mansarddach, gequaderte Ecklisenen, reich profilierte, geohrte Fensterrahmungen, dorische Pilaster, geschweifte Giebel. Architekt Jordan, wohl 1901 Geschützt nach § 2 DSchG |    |
|                | Ehemalige Scheune                                                           | Unterlimpurger Straße 17         | 1469                                        | Zweigeschossiger, verputzter, giebelständiger Fachwerkbau, große Einfahrtstore im Erdgeschoss, Aufzugsöffnungen mit Holzläden im Ober- und Dachgeschoss. Verblattungen, Halbwalmdach. 1469 (d) Geschützt nach § 2 DSchG |    |
|                | Wohnhaus                                                                    | Unterlimpurger Straße 19         | 17. Jahrhundert                             | Zweigeschossiges, giebelständiges, verputztes Fachwerk-Wohnhaus, steingerahmte Fensteröffnungen, rundbogiges Sandstein-Türgewände, Vorstoß auf Steinkonsolen, bemalte Balkendecke. 17. Jahrhundert Geschützt nach § 2 DSchG |    |
|                | Gartenhaus                                                                  | Unterlimpurger Straße 21/2       | 18. Jahrhundert                             | Hoher Steinsockel, Rundbogenfenster, Fachwerkgeschoss, profilierte Fußschwellen, Traufgesims, 18. Jahrhundert Geschützt nach § 2 DSchG |    |
|                | Wohnhaus                                                                    | Unterlimpurger Straße 22         | um 1600                                     | Giebelständiges, zweigeschossiges Fachwerkgebäude, um 1600 Geschützt nach § 2 DSchG |    |
|                | Wohnhaus                                                                    | Unterlimpurger Straße 24         | 17. Jahrhundert                             | Verputztes Fachwerk-Wohnhaus, profilierte Fußschwellen, hölzerne Türgewände, Türblatt, 17. Jahrhundert Geschützt nach § 28 DSchG |    |
|                | Wohnhaus                                                                    | Unterlimpurger Straße 26         | 1821                                        | Zweigeschossiges, verputztes Wohnhaus, steingerahmte Türöffnung, im Keilstein bezeichnet mit 1821, Mansarddach mit Dachgauben. Veranda mit reich geschnitzten Rundbogenfenstern aus dem 19. Jahrhundert Geschützt nach § 2 DSchG |    |
| Weitere Bilder | Ehemaliges Unterlimpurgisches Spital, später Gasthaus „Zum Schwanen“        | Unterlimpurger Straße 49         | 1476                                        | Verputzter Fachwerkbau, Halbwalmdach, gotisches Türgewände, Stiftertafel, bezeichnet mit 1476, barock umgestaltet, Fenstergewände, Wirtshausausleger Geschützt nach § 28 DSchG |    |
| Weitere Bilder | Villa des Fabrikanten Karl Ganzhorn                                         | Unterlimpurger Straße 50         | 1913–14                                     | Gebaut von Architekt Heinrich Kling, 1913–14 Geschützt nach § 2 DSchG |    |
| Weitere Bilder | Evangelische Pfarrkirche St. Urban, ehemalige Marienkirche (Sachgesamtheit) | Unterlimpurger Straße 51         |                                             | Spätromanischer Bau mit gotischen Umbauten. Einfriedung, Grabmale (Sachgesamtheit) Geschützt nach § 28 DSchG |    |
| Weitere Bilder | Wohnhaus                                                                    | Unterlimpurger Straße 53         | 1456                                        | Fachwerk mit Vorstößen, Mannfiguren, Verblattungen, Knaggen. 1456 (d) Geschützt nach § 28 DSchG |    |
| Weitere Bilder | „Gasthaus Stern“                                                            | Unterlimpurger Straße 61         | 1625                                        | Verputzter Fachwerkbau, Schopfwalmdach, bezeichnet mit 1625, im Kern wohl älter Geschützt nach § 28 DSchG |    |
| Weitere Bilder | Wohnhaus                                                                    | Unterlimpurger Straße 65         | Um 1500                                     | Fachwerkhaus auf Steinsockel. 1710 in jüdischem Besitz. |    |
| Weitere Bilder | Wohnhaus                                                                    | Unterlimpurger Straße 74         | um 1700                                     | Zweigeschossiges, verputztes Fachwerk-Wohnhaus, Ecklage, asymmetrisch gruppierte Fensteröffnungen, profiliertes Dachgesims, Satteldach, wohl um 1700 Geschützt nach § 2 DSchG |    |
| Weitere Bilder | Wohnhaus                                                                    | Unterlimpurger Straße 75         | 1458/59                                     | Zweigeschossiger giebelständiger Fachwerkbau, 1458/59 (d), einer der ältesten erhaltenen liegenden Dachstühle in Schwäbisch Hall Geschützt nach § 2 DSchG |    |
| Weitere Bilder | Wohnhaus                                                                    | Unterlimpurger Straße 80         | 18. Jahrhundert                             | Zweigeschossiges, giebelständiges, verputztes Fachwerk-Wohnhaus, profilierte Vorstöße, originale Aufzugsluke mit Holzlade, hohes Satteldach, 18. Jahrhundert Geschützt nach § 2 DSchG |    |
| Weitere Bilder | Sogenanntes Hohes Haus                                                      | Unterlimpurger Straße 81 (Karte) | Mittelalter                                 | Ehemaliger Wohnturm der Tannhäuser (ein im 15.–16. Jahrhundert nachgewiesenem Geschlecht). Mittelalterliches Steinhaus, Fachwerkaufsatz, Vorstöße auf langen Knaggen, Halbwalmdach. 1396 (d) |    |

#### W
| Bild           | Bezeichnung                         | Lage             | Datierung | Beschreibung | ID |
| -------------- | ----------------------------------- | ---------------- | --------- | --- | -- |
|                | Villa                               | Weilertor 3      | 1881      | Putzbau, Mittelrisalit, reich geschnitzter überdachter Balkon, ornamentale Fensterrahmen, 1881 nach Plänen des Backnanger Werkmeisters Herrlinger Geschützt nach § 2 DSchG |    |
|                | Gartenhaus mit Außentreppe          | Weilertor 5      | 1675      | Fachwerk, bezeichnet mit 1675, 1890 renoviert Geschützt nach § 28 DSchG |    |
| Weitere Bilder | Teuchelsbrücke, ehemaliger Aquädukt | Wettbach (Karte) | 1580      | Steinbrücke, Segment- und Spitzbogen, ehemaliger Aquädukt, 1580 als Teil der Wasserleitung von Eltershofen nach Schwäbisch Hall errichtet Geschützt nach § 2 DSchG         |    |

#### Z
| Bild           | Bezeichnung              | Lage               | Datierung                       | Beschreibung | ID |
| -------------- | ------------------------ | ------------------ | ------------------------------- | --- | -- |
| Weitere Bilder | Wohnhaus                 | Zollhüttengasse 2  | 1514                            | Zweigeschossiges, verputztes Fachwerk-Wohnhaus. Rundbogiger, steingerahmter Kellereingang, traufseitig, starker Vorstoß, lange Knaggen, barockes Mansarddach, 1514 (d) Geschützt nach § 2 DSchG |    |
| Weitere Bilder | Wohnhaus                 | Zollhüttengasse 4  | letztes Viertel 19. Jahrhundert | Zweigeschossiges Wohnhaus mit Werkstatt, letztes Viertel 19. Jahrhundert. Im Erdgeschoss Laden mit gusseiserner Säule, ornamentale Rahmung der Schaufenster, Fensterverdachungen, Konsolen-Dachgesims, Dachhäuschen mit Dreiecksgiebe Geschützt nach § 2 DSchG |    |
| Weitere Bilder | Seiferheld-Haus          | Zollhüttengasse 6  | 1546                            | Dreigeschossiges, giebelständiges Fachwerk-Wohnhaus, mit steinernem Erd- und erstem Obergeschoss. Freigelegtes Fachwerk, Schmuckfachwerk, profilierte Vorstöße, Aufzugstür mit Aufzugsbalken. 1546 (d). Rundbogiger Hauseingang mit Inschrift im Keilstein: „Georg Seiferheld bin ich genandt, im Schöntler Hof gar weit bekandt; Jesus Christus ist mein Heilandt, Maria Müllerin sein ehliche Hausfraw“; Familien-Wappen, bezeichnet mit 1602 Geschützt nach § 2 DSchG |    |
| Weitere Bilder | Wohnhaus                 | Zollhüttengasse 7  | 1341                            | Mittelalterliches, giebelständiges Gebäude, 1341 (d) Geschützt nach § 2 DSchG |    |
| Weitere Bilder | Zollamt (Sachgesamtheit) | Zollhüttengasse 15 | 1922                            | Zweigeschossiges, verputztes Gebäude. 1922 als Hauptzollamt errichtet. Geschweifter Giebel, Wetterfahne, dekorierte Eingangsportale. Mit Garten, Ummauerung und Hof (Sachgesamtheit) Geschützt nach § 2 DSchG |    |
| Weitere Bilder | Wohnhaus                 | Zwinger 2          | 18. Jahrhundert                 | Barockes Fachwerkhaus an Zwingermauer, Mansarddach, 18. Jahrhundert Geschützt nach § 28 DSchG |    |

## Steinbach
| Bild           | Bezeichnung | Lage                                  | Datierung | Beschreibung | ID |
| -------------- | ----------- | ------------------------------------- | --------- | ------------ | -- |
| Weitere Bilder | Schule      | Steinbach, Neustetterstraße 7 (Karte) |           | [ 2 ]        |    |

unvollständig

## Abkürzungen
(d) dendrochronologisch bestimmt